# France aux championnats du monde d'athlétisme

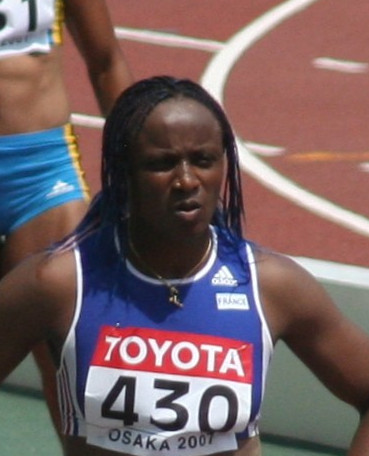
Eunice Barber est l'athlète française la plus médaillée aux championnats du monde d'athlétisme (5 médailles dont 2 titres).

Avec 56 médailles, dont 14 en or, récoltées depuis les premiers championnats du monde d'athlétisme en 1983 à Helsinki jusqu'aux derniers mondiaux de Budapest en 2023, la France est le 15e pays le plus médaillé de l'histoire des mondiaux d'athlétisme.
Dans le détail on compte 14 titres, 19 médailles d'argent et 23 médailles de bronze. Il a fallu attendre Rome 1987 pour décrocher les premières médailles et Tokyo 1991 pour voir Marie-José Pérec devenir championne du monde sur 400 m.
La France réalise son meilleur classement final, troisième, lors des championnats du monde d'athlétisme 2003 à Paris avec 8 médailles dont trois en or.
Marie-José Pérec, Eunice Barber, Stéphane Diagana, Ladji Doucouré et Kevin Mayer sont les seuls athlètes français à avoir été deux fois champion du monde. Marie-José Pérec est la seule à avoir fait le doublé dans sa catégorie du 400 m. Eunice Barber a, elle, décroché deux titres en individuel (heptathlon en 1999 et saut en longueur en 2003). Ladji Doucouré est le seul à avoir décroché ses deux titres la même année. En 2017, Pierre-Ambroise Bosse devient champion du monde du 800 mètres et apporte une onzième médaille d'or à la France, Kevin Mayer apporte lui une première médaille d'or à la France en décathlon et Yohann Diniz, une médaille d'or en 50 km marche.
Les athlètes français les plus médaillés depuis la création de la compétition en 1983 sont Eunice Barber (3 médailles dont un titre en heptathlon, 2 en saut en longueur dont un titre), Christine Arron (5 médailles en sprint dont un titre) et Renaud Lavillenie (5 médailles au saut à la perche).

## Médaillés français

### Liste
| Édition | Lieu      | Or | Argent | Bronze | Médailles masculines | Médailles féminines | Total médailles |
| ------- | --------- | --- | --- | --- | -------------------- | ------------------- | --------------- |
| 1983    | Helsinki  | | | | 0                    | 0                   | 0               |
| 1987    | Rome      | | • Gilles Quénéhervé (200 m) • Thierry Vigneron (saut à la perche)                                                                      | • Jocelyne Villeton (marathon) | 2                    | 1                   | 3               |
| 1991    | Tokyo     | • Marie-José Pérec (400 m) | • Relais 4 × 100 m masculin (Max Morinière, Bruno Marie-Rose, Daniel Sangouma et Jean-Charles Trouabal)                                | | 1                    | 1                   | 2               |
| 1993    | Stuttgart | | | | 0                    | 0                   | 0               |
| 1995    | Göteborg  | • Marie-José Pérec (400 m) | | • Stéphane Diagana (400 m haies) • Jean Galfione (saut à la perche)                                                                                           | 2                    | 1                   | 3               |
| 1997    | Athènes   | • Stéphane Diagana (400 m haies) | | • Relais 4 × 100 m féminin (Christine Arron, Delphine Combe, Patricia Girard, Sylviane Félix et Frédérique Bangué)                                            | 1                    | 1                   | 2               |
| 1999    | Séville   | • Eunice Barber (heptathlon) | • Stéphane Diagana (400 m haies) • Relais 4 × 100 m féminin (Christine Arron, Katia Benth, Patricia Girard, Muriel Hurtis et Fabé Dia) | | 1                    | 2                   | 3               |
| 2001    | Edmonton  | | • Relais 4 × 100 m féminin (Frédérique Bangué, Sylviane Félix, Muriel Hurtis et Odiah Sidibé)                                          | • Driss Maazouzi (1 500 m) | 1                    | 1                   | 2               |
| 2003    | Paris     | • Eunice Barber (saut en longueur) • Relais 4 × 100 m féminin (Christine Arron, Sylviane Félix, Patricia Girard et Muriel Hurtis) • Relais 4 × 400 m masculin (Stéphane Diagana, Leslie Djhone, Naman Keïta, Marc Raquil et Ahmed Douhou) | • Mehdi Baala (1 500 m) • Eunice Barber (heptathlon) • Marc Raquil (400 m)                                                             | • Muriel Hurtis (200 m) • Manuela Montebrun (lancer du marteau)                                                                                               | 3                    | 5                   | 8               |
| 2005    | Helsinki  | • Ladji Doucouré (110 m haies) • Relais 4 × 100 m masculin (Ladji Doucouré, Ronald Pognon, Eddy De Lépine, Lueyi Dovy et Oudéré Kankarafou)                                                                                               | • Eunice Barber (saut en longueur) • Eunice Barber (heptathlon)                                                                        | • Christine Arron (100 m) • Christine Arron (200 m) • Bouchra Ghezielle (1 500 m) • Manuela Montebrun (lancer du marteau)                                     | 2                    | 6                   | 8               |
| 2007    | Osaka     | | • Yohann Diniz (50 km marche) • Romain Mesnil (saut à la perche)                                                                       | | 2                    | 0                   | 2               |
| 2009    | Berlin    | | • Romain Mesnil (saut à la perche) | • Renaud Lavillenie (saut à la perche) • Bouabdellah Tahri (3 000 m steeple)                                                                                  | 3                    | 0                   | 3               |
| 2011    | Daegu     | | • Relais 4 × 100 m masculin (Teddy Tinmar, Christophe Lemaitre, Yannick Lesourd et Jimmy Vicaut)                                       | • Renaud Lavillenie (saut à la perche) • Christophe Lemaitre (200 m) • Mahiedine Mekhissi-Benabbad (3 000 m steeple)                                          | 4                    | 0                   | 4               |
| 2013    | Moscou    | • Teddy Tamgho (triple saut) | • Renaud Lavillenie (saut à la perche) • Mélina Robert-Michon (lancer du disque)                                                       | • Mahiedine Mekhissi-Benabbad (3 000 m steeple) • Relais 4 × 400 m féminin (Marie Gayot, Lénora Guion-Firmin, Muriel Hurtis, Floria Gueï et Phara Anacharsis) | 3                    | 2                   | 5               |
| 2015    | Pékin     | | | • Renaud Lavillenie (saut à la perche) • Alexandra Tavernier (lancer du marteau)                                                                              | 1                    | 1                   | 2               |
| 2017    | Londres   | • Pierre-Ambroise Bosse (800 m) • Yohann Diniz (50 km marche) • Kevin Mayer (décathlon) | | • Renaud Lavillenie (saut à la perche) • Mélina Robert-Michon (lancer du disque)                                                                              | 4                    | 1                   | 5               |
| 2019    | Doha      | | • Quentin Bigot (lancer du marteau) | • Pascal Martinot-Lagarde (110 m haies) | 2                    | 0                   | 2               |
| 2022    | Eugene    | • Kevin Mayer (décathlon) | | | 1                    | 0                   | 1               |
| 2023    | Budapest  | | • Relais 4 × 400 m masculin (Ludvy Vaillant, Gilles Biron, David Sombé, Téo Andant et Loïc Prévot)                                     | | 1                    | 0                   | 1               |
| Total   | Total     | Total | Total | Total | 14                   | 19                  | 23              |

### Multiples médaillés
| Athlète                     | Or | Argent | Bronze | Total | Éditions  |
| --------------------------- | -- | ------ | ------ | ----- | --------- |
| Eunice Barber               | 2  | 3      | 0      | 5     | 1999-2005 |
| Stéphane Diagana            | 2  | 1      | 1      | 4     | 1995-2003 |
| Marie-José Pérec            | 2  | 0      | 0      | 2     | 1991-1997 |
| Ladji Doucouré              | 2  | 0      | 0      | 2     | 2005      |
| Kevin Mayer                 | 2  | 0      | 0      | 2     | 2017-2022 |
| Muriel Hurtis               | 1  | 2      | 1      | 4     | 1997-2003 |
| Christine Arron             | 1  | 1      | 3      | 5     | 1997-2005 |
| Patricia Girard             | 1  | 1      | 1      | 3     | 1997-2003 |
| Sylvianne Félix             | 1  | 1      | 1      | 3     | 1997-2003 |
| Marc Raquil                 | 1  | 1      | 0      | 2     | 2003      |
| Yohann Diniz                | 1  | 1      | 0      | 2     | 2007-2017 |
| Romain Mesnil               | 0  | 2      | 0      | 2     | 2007-2009 |
| Renaud Lavillenie           | 0  | 1      | 4      | 5     | 2009-2017 |
| Christophe Lemaitre         | 0  | 1      | 1      | 2     | 2011      |
| Mélina Robert-Michon        | 0  | 1      | 1      | 2     | 2013-2017 |
| Manuela Montebrun           | 0  | 0      | 2      | 2     | 2003-2005 |
| Mahiedine Mekhissi-Benabbad | 0  | 0      | 2      | 2     | 2011-2013 |

## Bilan

### Par édition
La bordure rouge indique que le tournoi a eu lieu à domicile.
|         | Hommes | Hommes | Hommes | Femmes | Femmes | Femmes | Total | Total  | Total  | Total | Total |
| Édition | Or     | Argent | Bronze | Or     | Argent | Bronze | Or    | Argent | Bronze | Total | Rang  |
| ------- | ------ | ------ | ------ | ------ | ------ | ------ | ----- | ------ | ------ | ----- | ----- |
| 1983    | 0      | 0      | 0      | 0      | 0      | 0      | 0     | 0      | 0      | 0     | –     |
| 1987    | 0      | 2      | 0      | 0      | 0      | 1      | 0     | 2      | 1      | 3     | 15    |
| 1991    | 0      | 1      | 0      | 1      | 0      | 0      | 1     | 1      | 0      | 2     | 10    |
| 1993    | 0      | 0      | 0      | 0      | 0      | 0      | 0     | 0      | 0      | 0     | –     |
| 1995    | 0      | 0      | 2      | 1      | 0      | 0      | 1     | 0      | 2      | 3     | 19    |
| 1997    | 1      | 0      | 0      | 0      | 0      | 1      | 1     | 0      | 1      | 2     | 19    |
| 1999    | 0      | 1      | 0      | 1      | 1      | 0      | 1     | 2      | 0      | 3     | 14    |
| 2001    | 0      | 0      | 1      | 0      | 1      | 0      | 0     | 1      | 1      | 2     | 26    |
| 2003    | 1      | 2      | 0      | 2      | 1      | 2      | 3     | 3      | 2      | 8     | 3     |
| 2005    | 2      | 0      | 0      | 0      | 2      | 4      | 2     | 2      | 4      | 8     | 5     |
| 2007    | 0      | 2      | 0      | 0      | 0      | 0      | 0     | 2      | 0      | 2     | 24    |
| 2009    | 0      | 1      | 2      | 0      | 0      | 0      | 0     | 1      | 2      | 3     | 20    |
| 2011    | 0      | 1      | 3      | 0      | 0      | 0      | 0     | 1      | 3      | 4     | 21    |
| 2013    | 1      | 1      | 1      | 0      | 1      | 1      | 1     | 2      | 2      | 5     | 11    |
| 2015    | 0      | 0      | 1      | 0      | 0      | 1      | 0     | 0      | 2      | 2     | 31    |
| 2017    | 3      | 0      | 1      | 0      | 0      | 1      | 3     | 0      | 2      | 5     | 4     |
| 2019    | 0      | 1      | 1      | 0      | 0      | 0      | 0     | 1      | 1      | 2     | 24    |
| 2022    | 1      | 0      | 0      | 0      | 0      | 0      | 1     | 0      | 0      | 1     | 22    |
| 2023    | 0      | 1      | 0      | 0      | 0      | 0      | 0     | 1      | 0      | 1     | 27    |
| Total   | 9      | 13     | 12     | 5      | 6      | 11     | 14    | 19     | 23     | 56    | -     |

### Par discipline
| Discipline             | Or | Argent | Bronze | Total |
| 100 m                  | 0  | 0      | 1      | 1     |
| 200 m                  | 0  | 1      | 3      | 4     |
| 400 m                  | 2  | 1      | 0      | 3     |
| 800 m                  | 1  | 0      | 0      | 1     |
| 1 500 m                | 0  | 1      | 2      | 3     |
| 3 000 m                | 0  | 0      | 0      | 0     |
| 5 000 m                | 0  | 0      | 0      | 0     |
| 10 000 m               | 0  | 0      | 0      | 0     |
| Marathon               | 0  | 0      | 1      | 1     |
| 100 m haies            | 0  | 0      | 0      | 0     |
| 110 m haies            | 1  | 0      | 1      | 2     |
| 400 m haies            | 1  | 1      | 1      | 3     |
| 3 000 m steeple        | 0  | 0      | 3      | 3     |
| Relais 4 × 100 m       | 2  | 4      | 1      | 7     |
| Relais 4 × 400 m       | 1  | 1      | 1      | 3     |
| 10 km marche           | 0  | 0      | 0      | 0     |
| 20 km marche           | 0  | 0      | 0      | 0     |
| 50 km marche           | 1  | 1      | 0      | 2     |
| Saut en longueur       | 1  | 1      | 0      | 2     |
| Triple saut            | 1  | 0      | 0      | 1     |
| Saut en hauteur        | 0  | 0      | 0      | 0     |
| Saut à la perche       | 0  | 4      | 5      | 9     |
| Lancer du poids        | 0  | 0      | 0      | 0     |
| Lancer du disque       | 0  | 1      | 1      | 2     |
| Lancer du marteau      | 0  | 1      | 3      | 4     |
| Lancer du javelot      | 0  | 0      | 0      | 0     |
| Décathlon / Heptathlon | 3  | 2      | 0      | 5     |
| Total                  | 14 | 19     | 23     | 56    |

## Participants par édition

### Helsinki 1983
| Épreuve          | Athlète                                                                 | Résultat                                                 |
| ---------------- | ----------------------------------------------------------------------- | -------------------------------------------------------- |
| 100 m            | Antoine Richard                                                         | 6e en quart de finale 10 s 44 (10 s 34 en série)         |
| 200 m            | Jean-Jacques Boussemart                                                 | 6e en demi-finale 20 s 76                                |
| 200 m            | Patrick Barré                                                           | 5e en quart de finale 21 s 12                            |
| 400 m            | Aldo Canti                                                              | 5e en série 47 s 50                                      |
| 800 m            | Philippe Dupont                                                         | 3e en demi-finale 1 min 46 s 36                          |
| 800 m            | José Marajo                                                             | 3e en demi-finale 1 min 46 s 39                          |
| 800 m            | Didier Le Guillou                                                       | 6e en série 1 min 52 s 49                                |
| 1 500 m          | Pascal Thiébaut                                                         | 9e en série 3 min 41 s 51                                |
| 1 500 m          | Philippe Dien                                                           | 8e en série 3 min 43 s 15                                |
| Marathon         | Dominique Chauvelier                                                    | 46e 2 h 23 min 25 s                                      |
| 20 km marche     | Gérard Lelièvre                                                         | 5e 1 h 21 min 37 s                                       |
| 20 km marche     | Martial Fesselier                                                       | 26e 1 h 27 min 39 s                                      |
| 50 km marche     | Dominique Guebey                                                        | 22e 4 h 09 min 40 s                                      |
| 50 km marche     | Gérard Lelièvre                                                         | Abandon                                                  |
| 110 m haies      | Stéphane Caristan                                                       | 5e en série 14 s 10                                      |
| 3 000 m steeple  | Joseph Mahmoud                                                          | 4e 8 min 18 s 32                                         |
| 3 000 m steeple  | Pascal Debacker                                                         | 9e en demi-finale 8 min 36 s 16 (8 min 30 s 79 en série) |
| 4 × 100 m        | Thierry François Marc Gasparoni Antoine Richard Jean-Jacques Boussemart | 8e 38 s 98                                               |
| 4 × 400 m        | Jacques Fellice Yann Quentrec Hector Llatser Aldo Canti                 | 6e en demi-finale 3 min 05 s 09                          |
| Hauteur          | Franck Verzy                                                            | 2,10 m en qualifications                                 |
| Saut à la perche | Patrick Abada                                                           | 6e 5,50 m                                                |
| Saut à la perche | Thierry Vigneron                                                        | 8e 5,40 m                                                |
| Saut à la perche | Pierre Quinon                                                           | Non classé en finale                                     |

| Épreuve     | Athlète                                                                     | Résultat                                               |
| ----------- | --------------------------------------------------------------------------- | ------------------------------------------------------ |
| 100 m       | Rose-Aimée Bacoul                                                           | 8e en demi-finale 11 s 59 (11 s 38 en série)           |
| 100 m       | Laurence Bily                                                               | 7e en quart de finale 11 s 76 (11 s 53 en série)       |
| 100 m       | Marie-France Loval                                                          | 7e en quart de finale 11 s 79 (11 s 71 en série)       |
| 200 m       | Liliane Gaschet                                                             | 8e en demi-finale 23 s 37                              |
| 200 m       | Marie-Christine Cazier                                                      | 5e en quart de finale 23 s 30                          |
| Marathon    | Chantal Langlacé                                                            | Abandon                                                |
| 100 m haies | Laurence Machabey                                                           | 5e en demi-finale 13 s 08 (12 s 95 en quart de finale) |
| 100 m haies | Michèle Chardonnet                                                          | 5e en demi-finale 13 s 13                              |
| 100 m haies | Marie-Noëlle Savigny                                                        | 5e en quart de finale 13 s 21                          |
| 4 × 100 m   | Marie-France Loval Marie-Christine Cazier Rose-Aimée Bacoul Liliane Gaschet | 7e 43 s 40                                             |
| Hauteur     | Maryse Éwanjé-Épée                                                          | 12e 1,84 m (1,87 m en qualifications)                  |
| Heptathlon  | Florence Picaut                                                             | 15e 5 766 pts                                          |

### Rome 1987
Le 29 août 1987, à Rome, Jocelyne Villeton remporte la première médaille pour la France lors d'un championnat du monde d'athlétisme en se classant troisième du marathon féminin.

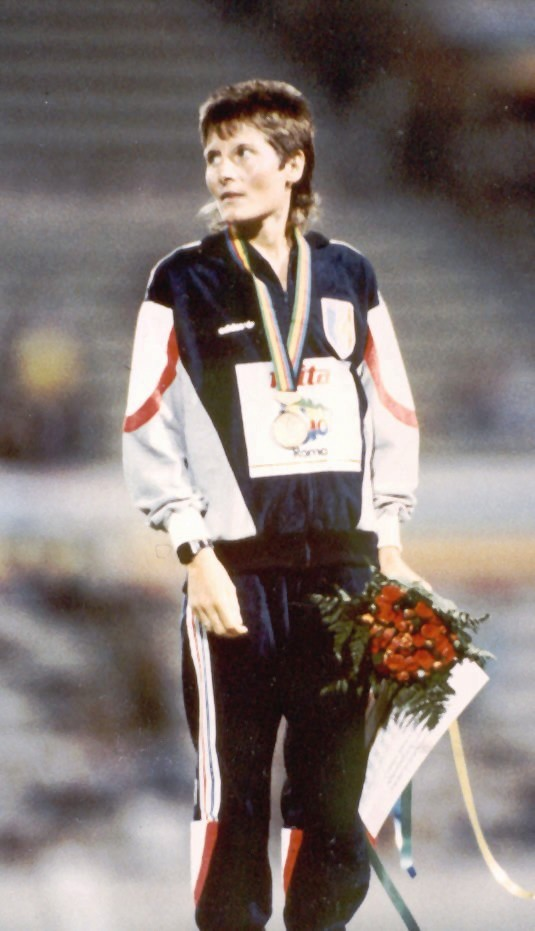
Jocelyne Villeton remporte la première médaille française lors d'un championnats du monde d'athlétisme.

| Épreuve         | Athlète                                                        | Résultat                                                           |
| --------------- | -------------------------------------------------------------- | ------------------------------------------------------------------ |
| 100 m           | Max Morinière                                                  | 4e en quart de finale 10 s 39 (10 s 29 en série)                   |
| 200 m           | Gilles Quénéhervé                                              | 2e 20 s 16                                                         |
| 200 m           | Daniel Sangouma                                                | 4e en quart de finale 21 s 11 (20 s 80 en série)                   |
| 200 m           | Bruno Marie-Rose                                               | 7e en quart de finale 26 s 25 (20 s 82 en série)                   |
| 400 m           | Yann Quentrec                                                  | 5e en série 46 s 78                                                |
| 800 m           | Philippe Collard                                               | 8e en demi-finale 1 min 48 s 24 (1 min 45 s 89 en quart de finale) |
| 1 500 m         | Rémy Geoffroy                                                  | 10e 3 min 43 s 02 (3 min 37 s 45 en demi-finale)                   |
| 5 000 m         | Pascal Thiébaut                                                | 12e en série 13 min 38 s 97                                        |
| 10 000 m        | Jean-Louis Prianon                                             | 9e 28 min 19 s 47                                                  |
| 10 000 m        | Paul Arpin                                                     | 13e 28 min 29 s 21                                                 |
| Marathon        | Alain Lazare                                                   | Abandon                                                            |
| 20 km marche    | Jean-Claude Corre                                              | 7e 1 h 23 min 38 s                                                 |
| 20 km marche    | Martial Fesselier                                              | 13e 1 h 24 min 51 s                                                |
| 20 km marche    | Dominique Guebey                                               | 14e 1 h 25 min 01 s                                                |
| 50 km marche    | Thierry Toutain                                                | 14e 3 h 56 min 34 s                                                |
| 50 km marche    | Alain Lemercier                                                | 23e 4 h 09 min 53 s                                                |
| 50 km marche    | Denis Terraz                                                   | 24e 4 h 10 min 55 s                                                |
| 110 m haies     | Stéphane Caristan                                              | 5e en demi-finale 13 s 62 (13 s 44 en série)                       |
| 400 m haies     | Gilles Vimbert                                                 | 4e en série 50 s 34                                                |
| 400 m haies     | Philippe Gonigam                                               | 5e en série 50 s 38                                                |
| 3 000 m steeple | Raymond Pannier                                                | 10e 8 min 26 s 50 (8 min 13 s 93 en série)                         |
| 3 000 m steeple | Bruno Le Stum                                                  | 8e en série 8 min 23 s 61                                          |
| 4 × 400 m       | Aldo Canti Jean-Jacques Boussemart Patrick Barré Yann Quentrec | 6e en demi-finale 3 min 03 s 41                                    |
| Hauteur         | Jean-Charles Gicquel                                           | 2,10 m en qualifications                                           |
| Perche          | Thierry Vigneron                                               | 2e 5,80 m                                                          |
| Perche          | Ferenc Salbert                                                 | 10e 5,50 m                                                         |
| Perche          | Philippe Collet                                                | Non classé en qualifications                                       |
| Longueur        | Norbert Brige                                                  | 15e 7,82 m (7,96 m en qualifications)                              |
| Triple-saut     | Serge Hélan                                                    | 16,71 m en qualifications                                          |
| Disque          | Patrick Journoud                                               | 54,84 m en qualifications                                          |
| Marteau         | Walter Ciofani                                                 | 11e 75,34 m (76,12 m en qualifications)                            |
| Javelot         | Pascal Lefèvre                                                 | 10e 77,14 m (80,60 m en qualifications)                            |
| Décathlon       | Christian Plaziat                                              | 4e 8 307 pts                                                       |
| Décathlon       | Alain Blondel                                                  | 7e 8 178 pts                                                       |
| Décathlon       | William Motti                                                  | 10e 8 062 pts                                                      |

| Épreuve      | Athlète                                                                  | Résultat                                                 |
| ------------ | ------------------------------------------------------------------------ | -------------------------------------------------------- |
| 100 m        | Laurence Bily                                                            | 5e en quart de finale 11 s 40 (11 s 32 en série)         |
| 100 m        | Françoise Philippe                                                       | 7e en quart de finale 11 s 63                            |
| 200 m        | Marie-Christine Cazier                                                   | 5e en demi-finale 22 s 89                                |
| 400 m        | Fabienne Ficher                                                          | 6e en demi-finale 52 s 58                                |
| 800 m        | Nathalie Thoumas                                                         | 6e en demi-finale 2 min 03 s 90 (2 min 02 s 54 en série) |
| 1 500 m      | Florence Giolitti                                                        | 9e en série 4 min 09 s 08                                |
| 3 000 m      | Marie-Pierre Duros                                                       | 14e 9 min 14 s 61 (8 min 46 s 81 en série)               |
| 3 000 m      | Annette Sergent                                                          | 8e en série 8 min 52 s 45                                |
| 3 000 m      | Martine Fays                                                             | Abandon en série                                         |
| Marathon     | Jocelyne Villeton                                                        | 3e 2 h 32 min 53 s                                       |
| Marathon     | Maria Rebelo                                                             | Abandon                                                  |
| 10 km marche | Suzanne Griesbach                                                        | 22e 48 min 06 s                                          |
| 100 m haies  | Anne Piquereau                                                           | 5e 12 s 82                                               |
| 100 m haies  | Laurence Elloy                                                           | 6e 12 s 83                                               |
| 100 m haies  | Florence Colle                                                           | 5e en demi-finale 13 s 04                                |
| 400 m haies  | Hélène Huart                                                             | 5e en série 57 s 13                                      |
| 4 × 100 m    | Françoise Leroux Christelle Bulteau Laurence Bily Marie-Christine Cazier | 8e 43 s 75 (4e en série 43 s 59)                         |
| 4 × 400 m    | Nathalie Simon Nadine Debois Hélène Huart Fabienne Ficher                | 7e 3 min 27 s 60                                         |
| Hauteur      | Madely Beaugendre                                                        | 10e 1,93 m                                               |
| Heptathlon   | Nadine Debois                                                            | 11e 6 139 pts                                            |
| Heptathlon   | Chantal Beaugeant                                                        | Abandon (14 s 62 - Abandon)                              |

### Tokyo 1991
| Épreuve         | Athlète                                                              | Résultat                                                  |
| --------------- | -------------------------------------------------------------------- | --------------------------------------------------------- |
| 100 m           | Daniel Sangouma                                                      | 5e en demi-finale 10 s 18                                 |
| 100 m           | Max Morinière                                                        | 5e en quart de finale 10 s 24                             |
| 100 m           | Gilles Quénéhervé                                                    | 5e en série 10 s 59                                       |
| 200 m           | Jean-Charles Trouabal                                                | 6e 20 s 58 (20 s 40 en quart de finale)                   |
| 200 m           | Bruno Marie-Rose                                                     | 8e en demi-finale 21 s 04 (20 s 85 en quart de finale)    |
| 200 m           | Hermann Lomba                                                        | 5e en quart de finale 20 s 69                             |
| 400 m           | Olivier Noirot                                                       | 8e en demi-finale 47 s 13 (45 s 98 en quart de finale)    |
| 800 m           | Frédéric Cornette                                                    | 7e en demi-finale 1 min 48 s 04 (1 min 47 s 02 en série)  |
| 1 500 m         | Pascal Thiébaut                                                      | 12e en demi-finale 3 min 45 s 18 (3 min 41 s 50 en série) |
| Marathon        | Dominique Chauvelier                                                 | 15e 2 h 21 min 37 s                                       |
| Marathon        | Jean-Luc Assemat                                                     | Abandon                                                   |
| 20 km marche    | Thierry Toutain                                                      | 9e 1 h 21 min 22 s                                        |
| 50 km marche    | René Piller                                                          | 8e 4 h 06 min 30 s                                        |
| 50 km marche    | Martial Fesselier                                                    | Abandon                                                   |
| 110 m haies     | Dan Philibert                                                        | 5e 13 s 33                                                |
| 110 m haies     | Sébastien Thibault                                                   | 4e en série 13 s 92                                       |
| 400 m haies     | Sylvain Moreau                                                       | 7e en série 51 s 26                                       |
| 3 000 m steeple | Joseph Mahmoud                                                       | 10e 8 min 37 s 09 (8 min 28 s 35 en série)                |
| 3 000 m steeple | Thierry Brusseau                                                     | 13e 8 min 47 s 46 (8 min 27 s 77 en série)                |
| 3 000 m steeple | Bruno Le Stum                                                        | 7e en série 8 min 33 s 38                                 |
| 4 × 100 m       | Max Morinière Daniel Sangouma Jean-Charles Trouabal Bruno Marie-Rose | 2e 37 s 87                                                |
| 4 × 400 m       | André Jaffory Olivier Noirot Stéphane Diagana Christophe Goris       | Abandon en série                                          |
| Perche          | Thierry Vigneron                                                     | 8e 5,60 m                                                 |
| Perche          | Jean Galfione                                                        | 10e 5,40 m (5,50 m en qualifications)                     |
| Perche          | Philippe Collet                                                      | Non classé en finale (5,50 m en qualifications)           |
| Triple-saut     | Georges Sainte-Rose                                                  | 8e 16,92 m (17,07 m en qualifications)                    |
| Triple-saut     | Serge Hélan                                                          | 16,51 m en qualifications                                 |
| Triple-saut     | Pierre Camara                                                        | 16,49 m en qualifications                                 |
| Poids           | Luc Viudès                                                           | 18,43 m en qualifications                                 |
| Marteau         | Walter Ciofani                                                       | 6e 76,48 m                                                |
| Javelot         | Pascal Lefèvre                                                       | 77,26 m en qualifications                                 |
| Décathlon       | Christian Plaziat                                                    | 9e 8 122 pts                                              |
| Décathlon       | Alain Blondel                                                        | 13e 7 848 pts                                             |

| Épreuve     | Athlète                                                            | Résultat                                     |
| ----------- | ------------------------------------------------------------------ | -------------------------------------------- |
| 100 m       | Laurence Bily                                                      | 5e en quart de finale 11 s 45                |
| 200 m       | Valérie Jean-Charles                                               | 7e en demi-finale 23 s 64 (23 s 13 en série) |
| 200 m       | Maguy Nestoret                                                     | 6e en demi-finale 23 s 79 (23 s 39 en série) |
| 400 m       | Marie-José Pérec                                                   | 1re 49 s 13                                  |
| 1 500 m     | Véronique Pongérard                                                | 10e en série 4 min 16 s 87                   |
| 3 000 m     | Marie-Pierre Duros                                                 | 15e 9 min 08 s 31 (8 min 50 s 05 en série)   |
| 10 000 m    | Rosario Murcia                                                     | 15e en série 32 min 49 s 75                  |
| 10 000 m    | Odile Ohier                                                        | 18e en série 33 min 22 s 55                  |
| 10 000 m    | Annette Sergent                                                    | 19e 33 min 01 s 92 (31 min 55 s 97 en série) |
| Marathon    | Maria Rebelo                                                       | 5e 2 h 32 min 05 s                           |
| Marathon    | Françoise Bonnet                                                   | 20e 2 h 48 min 57 s                          |
| 100 m haies | Monique Ewanjé-Épée                                                | 4e 12 s 84                                   |
| 100 m haies | Florence Colle                                                     | 6e 13 s 01 (12 s 94 en demi-finale)          |
| 100 m haies | Anne Piquereau                                                     | 5e en demi-finale 13 s 02                    |
| 4 × 100 m   | Laurence Bily Maguy Nestoret Valérie Jean-Charles Marie-José Pérec | 5e 43 s 34 (43 s 05 en série)                |
| Javelot     | Nadine Auzeil                                                      | Non classée en qualifications                |
| Heptathlon  | Odile Lesage                                                       | 17e 6 002 pts                                |

### Stuttgart 1993
| Épreuve         | Athlète                                                                       | Résultat                                         |
| --------------- | ----------------------------------------------------------------------------- | ------------------------------------------------ |
| 100 m           | Daniel Sangouma                                                               | 5e en quart de finale 10 s 47 (10 s 40 en série) |
| 100 m           | Max Morinière                                                                 | 7e en quart de finale 10 s 58 (10 s 50 en série) |
| 100 m           | Gaëtan Desmangles                                                             | Disqualifié en série                             |
| 200 m           | Jean-Charles Trouabal                                                         | 6e 20 s 20                                       |
| 400 m           | Jean-Louis Rapnouil                                                           | 5e en quart de finale 45 s 88 (45 s 63 en série) |
| 5 000 m         | Mustapha Essaïd                                                               | 5e en série 13 min 40 s 21                       |
| Marathon        | Dominique Chauvelier                                                          | 25e 2 h 27 min 26 s                              |
| Marathon        | Bertrand Itsweire                                                             | Abandon                                          |
| 20 km marche    | Jean-Olivier Brosseau                                                         | 16e 1 h 25 min 53 s                              |
| 20 km marche    | Denis Langlois                                                                | 21e 1 h 28 min 02 s                              |
| 50 km marche    | René Piller                                                                   | 6e 3 h 48 min 57 s                               |
| 50 km marche    | Jean-Claude Corre                                                             | 9e 3 h 51 min 51 s                               |
| 110 m haies     | Dan Philibert                                                                 | 5e en demi-finale 13 s 42                        |
| 110 m haies     | Vincent Clarico                                                               | 4e en série 13 s 91                              |
| 110 m haies     | Mathieu Jouys                                                                 | 6e en série 13 s 93                              |
| 400 m haies     | Stéphane Diagana                                                              | 4e 47 s 64                                       |
| 3 000 m steeple | Thierry Brusseau                                                              | 8e en série 8 min 39 s 82                        |
| 4 × 100 m       | Olivier Théophile Daniel Sangouma Jean-Charles Trouabal Eric Perrot           | Disqualifiés en demi-finale (38 s 94 en série)   |
| 4 × 400 m       | Jean-Louis Rapnouil Pierre-Marie Hilaire Jacques Farraudière Stéphane Diagana | 4e 3 min 00 s 09                                 |
| Hauteur         | Jean-Charles Gicquel                                                          | 11e 2,25 m                                       |
| Hauteur         | Xavier Robilliard                                                             | 2,20 m en qualifications                         |
| Perche          | Jean Galfione                                                                 | 8e 5,70 m (5,75 m en qualifications)             |
| Perche          | Gérald Baudouin                                                               | 5,45 m en qualifications                         |
| Perche          | Philippe d'Encausse                                                           | 5,45 m en qualifications                         |
| Triple-saut     | Pierre Camara                                                                 | 5e 17,28 m                                       |
| Triple-saut     | Serge Hélan                                                                   | 9e 17,09 m                                       |
| Triple-saut     | Georges Sainte-Rose                                                           | 16,84 m en qualifications                        |
| Marteau         | Christophe Epalle                                                             | 8e 76,22 m                                       |
| Marteau         | Raphaël Piolanti                                                              | 10e 75,88 m                                      |
| Marteau         | Walter Ciofani                                                                | 73,36 m en qualifications                        |
| Javelot         | Pascal Lefèvre                                                                | 73,34 m en qualifications                        |
| Décathlon       | Alain Blondel                                                                 | 5e 8 444 pts                                     |
| Décathlon       | Christian Plaziat                                                             | 6e 8 398 pts                                     |
| Décathlon       | Sébastien Levicq                                                              | 14e 7 783 pts                                    |

| Épreuve     | Athlète                                                            | Résultat                                         |
| ----------- | ------------------------------------------------------------------ | ------------------------------------------------ |
| 100 m       | Valérie Jean-Charles                                               | 6e en quart de finale 11 s 39                    |
| 100 m       | Maguy Nestoret                                                     | 8e en quart de finale 11 s 60 (11 s 56 en série) |
| 100 m       | Odiah Sidibé                                                       | 5e en série 11 s 69                              |
| 200 m       | Marie-José Pérec                                                   | 4e 22 s 20                                       |
| 400 m       | Francine Landre                                                    | 8e en demi-finale 52 s 72 (52 s 53 en série)     |
| 400 m       | Elsa Devassoigne                                                   | 4e en série 52 s 81                              |
| 1 500 m     | Blandine Bitzner                                                   | 7e en demi-finale 4 min 10 s 70                  |
| 3 000 m     | Annette Sergent                                                    | 6e en série 8 min 58 s 15                        |
| 3 000 m     | Farida Fatès                                                       | 6e en série 8 min 59 s 93                        |
| 10 000 m    | Rosario Murcia                                                     | 18e 32 min 54 s 65                               |
| Marathon    | Maria Rebelo                                                       | 12e 2 h 38 min 33 s                              |
| 100 m haies | Cécile Cinélu                                                      | 8e 12 s 95 (12 s 88 en demi-finale)              |
| 100 m haies | Patricia Girard                                                    | 4e en demi-finale 13 s 03                        |
| 100 m haies | Marie-Victoire Preira                                              | 8e en demi-finale 13 s 39 (13 s 36 en série)     |
| 4 × 100 m   | Patricia Girard Odiah Sidibé Valérie Jean-Charles Marie-José Pérec | 4e 42 s 67                                       |
| 4 × 400 m   | Elsa Devassoigne Evelyne Élien Francine Landre Marie-Louise Bévis  | 6e 3 min 27 s 08                                 |
| Triple-saut | Caroline Honoré                                                    | 13,09 m en qualifications                        |
| Javelot     | Martine Bègue                                                      | 59,16 m en qualifications                        |
| Heptathlon  | Nathalie Teppe                                                     | 14e 6 037 pts                                    |

### Göteborg 1995
| Épreuve      | Athlète                                                                   | Résultat                                                 |
| ------------ | ------------------------------------------------------------------------- | -------------------------------------------------------- |
| 200 m        | Jean-Charles Trouabal                                                     | 6e en demi-finale 20 s 58                                |
| 400 m        | Pierre-Marie Hilaire                                                      | 6e en quart de finale 46 s 01                            |
| 800 m        | Bruno Konczylo                                                            | 5e en demi-finale 1 min 48 s 05 (1 min 46 s 44 en série) |
| 800 m        | Frédéric Cornette                                                         | 6e en quart de finale 1 min 47 s 36                      |
| 800 m        | Jimmy Jean-Joseph                                                         | 6e en série 1 min 51 s 00                                |
| 1 500 m      | Abdelkader Chékhémani                                                     | 6e 3 min 36 s 90                                         |
| 1 500 m      | Samir Benfarès                                                            | 11e en demi-finale 3 min 43 s 19                         |
| 1 500 m      | Eric Dubus                                                                | 7e en demi-finale 3 min 39 s 73 (3 min 38 s 80 en série) |
| 5 000 m      | Abdellah Béhar                                                            | 15e 14 min 19 s 04 (13 min 26 s 70 en série)             |
| 5 000 m      | Mohamed Ezzher                                                            | 9e en série 13 min 37 s 05                               |
| 5 000 m      | Atiq Naaji                                                                | 12e en série 14 min 06 s 28                              |
| Marathon     | Dominique Chauvelier                                                      | 39e 2 h 27 min 30 s                                      |
| Marathon     | Jean-Marie Gehin                                                          | 50e 2 h 34 min 10 s                                      |
| 20 km marche | Denis Langlois                                                            | 7e 1 h 22 min 21 s                                       |
| 20 km marche | Jean-Olivier Brosseau                                                     | 10e 1 h 23 min 34 s                                      |
| 50 km marche | René Piller                                                               | 8e 3 h 49 min 47 s                                       |
| 50 km marche | Jean-Claude Corre                                                         | 24e 4 h 12 min 38 s                                      |
| 50 km marche | Thierry Toutain                                                           | Abandon                                                  |
| 110 m haies  | Dan Philibert                                                             | 6e 13 s 34                                               |
| 110 m haies  | Vincent Clarico                                                           | 6e en quart de finale 13 s 86 (13 s 67 en série)         |
| 110 m haies  | Emmanuel Romary                                                           | 7e en série 14 s 11                                      |
| 400 m haies  | Stéphane Diagana                                                          | 3e 48 s 14                                               |
| 400 m haies  | Jimmy Coco                                                                | 4e en série 50 s 80                                      |
| 4 × 100 m    | Olivier Théophile Sébastien Carrat Jean-Charles Trouabal Pascal Théophile | Abandon en demi-finale (38 s 82 en série)                |
| 4 × 400 m    | Jacques Farraudière Pierre-Marie Hilaire Marc Foucan Jean-Louis Rapnouil  | 6e en série 3 min 09 s 46                                |
| Perche       | Jean Galfione                                                             | 3e 5,86 m                                                |
| Perche       | Jean-Michel Godard                                                        | 5,20 m en qualifications                                 |
| Triple-saut  | Georges Sainte-Rose                                                       | 16,52 m en qualifications                                |
| Triple-saut  | Serge Hélan                                                               | 15,91 m en qualifications                                |
| Marteau      | Raphaël Piolanti                                                          | 9e 75,96 m (76,26 m en qualifications)                   |
| Marteau      | Christophe Épalle                                                         | 73,62 m en qualifications                                |
| Marteau      | Gilles Dupray                                                             | 70,46 m en qualifications                                |
| Décathlon    | Christian Plaziat                                                         | 6e 8 206 pts                                             |
| Décathlon    | Sébastien Levicq                                                          | 9e 8 136 pts                                             |
| Décathlon    | Alain Blondel                                                             | Abandon                                                  |

| Épreuve     | Athlète                                                           | Résultat                                         |
| ----------- | ----------------------------------------------------------------- | ------------------------------------------------ |
| 100 m       | Frédérique Bangué                                                 | 8e en quart de finale 11 s 55 (11 s 54 en série) |
| 100 m       | Delphine Combe                                                    | 8e en quart de finale 11 s 68 (11 s 39 en série) |
| 100 m       | Odile Singa                                                       | 6e en série 11 s 70                              |
| 200 m       | Maguy Nestoret                                                    | 6e en série 23 s 16                              |
| 400 m       | Marie-José Pérec                                                  | 1re 49 s 28                                      |
| 400 m       | Evelyne Élien                                                     | 5e en série 53 s 34                              |
| 400 m       | Francine Landre                                                   | Abandon en série                                 |
| 800 m       | Patricia Djaté                                                    | 4e 1 min 57 s 04                                 |
| 1 500 m     | Blandine Bitzner                                                  | 6e en demi-finale 4 min 11 s 11                  |
| 1 500 m     | Frédérique Quentin                                                | 9e en demi-finale 4 min 11 s 66                  |
| 5 000 m     | Rosario Murcia                                                    | 7e en série 15 min 41 s 73                       |
| 5 000 m     | Marie-Pierre Duros                                                | 14e en série 16 min 48 s 66                      |
| Marathon    | Nadia Prasad                                                      | Abandon                                          |
| 100 m haies | Patricia Girard                                                   | 5e en demi-finale 12 s 87                        |
| 100 m haies | Anne Piquereau                                                    | 7e en demi-finale 13 s 09 (13 s 05 en série)     |
| 100 m haies | Monique Éwanjé-Épée                                               | 3e en série 13 s 13                              |
| 4 × 100 m   | Odile Singa Frédérique Bangué Patricia Girard Delphine Combe      | 5e 43 s 35 (42 s 56 en série)                    |
| 4 × 400 m   | Marie-Louise Bévis Viviane Dorsile Evelyne Élien Marie-José Pérec | 5e en demi-finale 3 min 27 s 11                  |
| Longueur    | Nadine Caster                                                     | 6,43 m en qualifications                         |
| Triple-saut | Valérie Guiyoule                                                  | 13,92 m en qualifications                        |
| Triple-saut | Caroline Honoré                                                   | 13,41 m en qualifications                        |
| Triple-saut | Betty Lise                                                        | 13,35 m en qualifications                        |
| Javelot     | Nadine Auzeil                                                     | 56,80 m en qualifications                        |
| Heptathlon  | Nathalie Teppe                                                    | 11e 6 213 pts                                    |

### Athènes 1997
| Épreuve         | Athlète                                                         | Résultat                                                 |
| --------------- | --------------------------------------------------------------- | -------------------------------------------------------- |
| 100 m           | Stéphane Cali                                                   | 7e en quart de finale 10 s 47 (10 s 39 en série)         |
| 200 m           | Thierry Lubin                                                   | 6e en série 20 s 80                                      |
| 200 m           | Gilles Quénéhervé                                               | 4e en série 20 s 93                                      |
| 400 m           | Jean-Louis Rapnouil                                             | 6e en quart de finale 46 s 14 (45 s 85 en série)         |
| 1 500 m         | Nadir Bosch                                                     | 12e 3 min 48 s 35 (3 min 37 s 45 en série)               |
| 1 500 m         | Saïd Chébili                                                    | 9e en demi-finale 3 min 41 s 95 (3 min 37 s 75 en série) |
| 1 500 m         | Abdelkader Chékhémani                                           | 7e en série 3 min 41 s 02                                |
| 5 000 m         | Abdellah Béhar                                                  | 11e 13 min 29 s 10 (13 min 26 s 50 en série) +           |
| 5 000 m         | Mustapha Essaïd                                                 | 11e en série 13 min 39 s 11                              |
| 10 000 m        | Mohamed Ezzher                                                  | 12e en série 28 min 47 s 48                              |
| Marathon        | Philippe Rémond                                                 | 11e 2 h 18 min 19 s                                      |
| Marathon        | Jean-Pierre Monciaux                                            | 29e 2 h 23 min 19 s                                      |
| Marathon        | Dominique Chauvelier                                            | 38e 2 h 26 min 06 s                                      |
| Marathon        | Pascal Zilliox                                                  | 44e 2 h 27 min 50 s                                      |
| Marathon        | Bruno Léger                                                     | Abandon                                                  |
| 20 km marche    | Denis Langlois                                                  | 17e 1 h 25 min 27 s                                      |
| 20 km marche    | Jean-Olivier Brosseau                                           | 25e 1 h 26 min 39 s                                      |
| 20 km marche    | Thierry Toutain                                                 | Abandon                                                  |
| 50 km marche    | Sylvain Caudron                                                 | 7e 3 h 51 min 17 s                                       |
| 50 km marche    | René Piller                                                     | 11e 3 h 55 min 06 s                                      |
| 50 km marche    | Christophe Cousin                                               | 25e 4 h 08 min 26 s                                      |
| 110 m haies     | Dan Philibert                                                   | 5e 13 s 26                                               |
| 110 m haies     | Vincent Clarico                                                 | 6e en demi-finale 13 s 53 (13 s 41 en quart de finale)   |
| 110 m haies     | Sébastien Thibault                                              | 7e en quart de finale 13 s 62 (13 s 50 en série)         |
| 400 m haies     | Stéphane Diagana                                                | 1er 47 s 70                                              |
| 400 m haies     | Jimmy Coco                                                      | 4e en série 49 s 64                                      |
| 400 m haies     | Pascal Maran                                                    | Déclassé en série (contrôlé positif)                     |
| 3 000 m steeple | Stéphane Desaulty                                               | 10e en série 8 min 33 s 56                               |
| 4 × 100 m       | Emmanuel Bangué Frédéric Krantz Gilles Quénéhervé Stéphane Cali | Disqualifiés en finale (38 s 71 en demi-finale)          |
| 4 × 400 m       | Jean-Louis Rapnouil Marc Foucan Fred Mango Stéphane Diagana     | 6e 3 min 01 s 06                                         |
| Hauteur         | Didier Detcheniquee                                             | 2,23 m en qualifications                                 |
| Hauteur         | Mustapha Raifak                                                 | 2,23 m en qualifications                                 |
| Perche          | Jean Galfione                                                   | Non classé en finale (5,70 m en qualifications)          |
| Perche          | Alain Andji                                                     | 5,60 m en qualifications                                 |
| Perche          | Khalid Lachheb                                                  | 5,60 m en qualifications                                 |
| Longueur        | Emmanuel Bangué                                                 | 7,93 m en qualifications                                 |
| Longueur        | Kader Klouchi                                                   | Non classé en qualifications                             |
| Triple-saut     | Serge Hélan                                                     | 10e 16,97 m (17,01 m en qualifications)                  |
| Triple-saut     | Georges Sainte-Rose                                             | 16,32 m en qualifications                                |
| Disque          | Jean Pons                                                       | 59,46 m en qualifications                                |
| Marteau         | Raphaël Piolanti                                                | 11e 74,08 m (76,12 m en qualifications)                  |
| Marteau         | David Chaussinand                                               | 71,20 m en qualifications                                |
| Marteau         | Christophe Épalle                                               | Non classé en qualifications                             |
| Décathlon       | Cédric Lopez                                                    | 13e 8 047 pts                                            |
| Décathlon       | Pierre-Alexandre Vial                                           | 19e 7 708 pts                                            |
| Décathlon       | Sébastien Levicq                                                | Abandon                                                  |

| Épreuve         | Athlète                                                       | Résultat                                                  |
| --------------- | ------------------------------------------------------------- | --------------------------------------------------------- |
| 100 m           | Christine Arron                                               | 4e 11 s 05 (11 s 04 en quart de finale)                   |
| 100 m           | Frédérique Bangué                                             | 8e en demi-finale 11 s 44 (11 s 31 en quart de finale)    |
| 100 m           | Delphine Combe                                                | 5e en série 11 s 55                                       |
| 200 m           | Sylviane Félix                                                | 8e 22 s 81 (22 s 56 en quart de finale)                   |
| 200 m           | Marie-José Pérec                                              | Forfait en demi-finale (22 s 69 en série)                 |
| 200 m           | Katia Benth                                                   | 7e en quart de finale 23 s 20                             |
| 1 500 m         | Patricia Djaté                                                | 10e en demi-finale 4 min 10 s 85 (4 min 10 s 37 en série) |
| 1 500 m         | Frédérique Quentin                                            | 11e en demi-finale 4 min 16 s 15 (4 min 11 s 10 en série) |
| 5 000 m         | Laurence Duquenoy                                             | 17e en série 16 min 06 s 02                               |
| 10 000 m        | Chantal Dällenbach                                            | 14e 32 min 51 s 20 (32 min 49 s 40 en série)              |
| 10 000 m        | Zahia Dahmani                                                 | Abandon en finale (33 min 08 s 68 en série)               |
| Marathon        | Christine Mallo                                               | 14e 2 h 40 min 55 s                                       |
| Marathon        | Maryse Le Gallo                                               | 17e 2 h 41 min 08 s                                       |
| Marathon        | Evelyne Mura                                                  | 34e 2 h 48 min 57 s                                       |
| Marathon        | Gaëlle Houitte                                                | 39e 2 h 50 min 38 s                                       |
| Marathon        | Josette Janin                                                 | Abandon                                                   |
| 10 000 m marche | Nathalie Fortain                                              | 14e en série 46 min 28 s 58                               |
| 10 000 m marche | Nora Leksir                                                   | 15e en série 47 min 15 s 15                               |
| 10 000 m marche | Valérie Nadaud                                                | 16e en série 47 min 52 s 90                               |
| 100 m haies     | Patricia Girard                                               | Disqualifiée en finale (12 s 67 en série)                 |
| 100 m haies     | Nadège Joseph                                                 | 4e en série 13 s 23                                       |
| 4 × 100 m       | Patricia Girard Christine Arron Delphine Combe Sylviane Félix | 3e 42 s 21                                                |
| Longueur        | Linda Ferga                                                   | 6,46 m en qualifications                                  |
| Longueur        | Nadine Caster                                                 | 6,37 m en qualifications                                  |
| Triple-saut     | Betty Lise                                                    | 8e 14,03 m (14,50 m en qualifications)                    |
| Triple-saut     | Valérie Guiyoule                                              | 11,37 m en qualifications                                 |
| Poids           | Laurence Manfrédi                                             | 17,02 m en qualifications                                 |
| Disque          | Isabelle Devaluez                                             | Non classée en qualifications                             |
| Heptathlon      | Nathalie Teppe                                                | 11e 6 242 pts                                             |
| Heptathlon      | Marie Collonvillé                                             | 12e 6 179 pts                                             |

### Séville 1999
| Épreuve         | Athlète                                                      | Résultat                                                 |
| --------------- | ------------------------------------------------------------ | -------------------------------------------------------- |
| 400 m           | Marc Foucan                                                  | 7e en quart de finale 45 s 78                            |
| 800 m           | Guillaume Douceret                                           | 6e en série 1 min 47 s 69                                |
| 1 500 m         | Driss Maazouzi                                               | 8e 3 min 34 s 02                                         |
| 1 500 m         | Abdelkader Chékhémani                                        | 8e en demi-finale 3 min 37 s 77 (3 min 37 s 74 en série) |
| 1 500 m         | Nadir Bosch                                                  | 9e en série 3 min 44 s 46                                |
| 5 000 m         | Mustapha Essaïd                                              | 7e en série 13 min 37 s 87                               |
| 5 000 m         | Halel Taguelmint                                             | 10e en série 13 min 40 s 57                              |
| 10 000 m        | Mohamed Ezzher                                               | 17e 28 min 47 s 01                                       |
| Marathon        | Jean-Pierre Monciaux                                         | 19e 2 h 18 min 07 s                                      |
| Marathon        | Mohamed Ouaadi                                               | 23e 2 h 18 min 45 s                                      |
| Marathon        | Mohamed Guennani                                             | 44e 2 h 28 min 59 s                                      |
| Marathon        | Philippe Rémond                                              | Abandon                                                  |
| Marathon        | Luis Soares                                                  | Abandon                                                  |
| 20 km marche    | Denis Langlois                                               | 13e 1 h 26 min 25 s                                      |
| 50 km marche    | René Piller                                                  | 9e 3 h 56 min 39 s                                       |
| 50 km marche    | Pascal Servanty                                              | 25e 4 h 11 min 02 s                                      |
| 50 km marche    | Sylvain Caudron                                              | Abandon                                                  |
| 110 m haies     | Dan Philibert                                                | 5e en demi-finale 13 s 49 (13 s 47 en quart de finale)   |
| 110 m haies     | Jean-Marc Grava                                              | 6e en quart de finale 13 s 63                            |
| 400 m haies     | Stéphane Diagana                                             | 2e 48 s 12                                               |
| 400 m haies     | Jean-Laurent Heusse                                          | 8e en demi-finale 50 s 17 (49 s 82 en série)             |
| 3 000 m steeple | Bouabdellah Tahri                                            | 12e 8 min 25 s 59 (8 min 12 s 96 en série)               |
| 3 000 m steeple | Gaël Pencréach                                               | 8e en série 8 min 21 s 89                                |
| 3 000 m steeple | Vincent Le Dauphin                                           | 9e en série 8 min 44 s 60                                |
| 4 × 100 m       | Thierry Lubin Frédéric Krantz Vincent Caure Issa-Aimé Nthépé | Abandon en série                                         |
| 4 × 400 m       | Pierre-Marie Hilaire Marc Foucan Marc Raquil Fred Mango      | 5e 3 min 00 s 59                                         |
| Perche          | Jean Galfione                                                | Non classé en finale (5,70 m en qualifications)          |
| Perche          | Romain Mesnil                                                | Non classé en finale (5,70 m en qualifications)          |
| Longueur        | Emmanuel Bangué                                              | 9e 7,94 m                                                |
| Longueur        | Cheikh-Tidiane Touré                                         | 7,76 m en qualifications                                 |
| Longueur        | Kader Klouchi                                                | 7,57 m en qualifications                                 |
| Triple-saut     | Jérôme Romain                                                | 7e 17,10 m                                               |
| Triple-saut     | Mohamed Hamimid                                              | 16,37 m en qualifications                                |
| Triple-saut     | Kenny Boudine                                                | 16,19 m en qualifications                                |
| Marteau         | Raphaël Piolanti                                             | 74,23 m en qualifications                                |
| Marteau         | David Chaussinand                                            | 74,02 m en qualifications                                |
| Décathlon       | Sébastien Levicq                                             | 4e 8 524 pts                                             |
| Décathlon       | Wilfrid Boulineau                                            | 6e 8 154 pts                                             |

| Épreuve        | Athlète                                                   | Résultat                                               |
| -------------- | --------------------------------------------------------- | ------------------------------------------------------ |
| 100 m          | Christine Arron                                           | 6e 10 s 97                                             |
| 100 m          | Katia Benth                                               | 5e en quart de finale 11 s 28                          |
| 200 m          | Muriel Hurtis                                             | 5e en demi-finale 22 s 52 (22 s 31 en quart de finale) |
| 400 m          | Francine Landre                                           | 5e en quart de finale 52 s 07                          |
| 1 500 m        | Frédérique Quentin                                        | 13e en série 4 min 14 s 76                             |
| 5 000 m        | Yamna Belkacem                                            | 8e 15 min 03 s 47                                      |
| 5 000 m        | Fatima Yvelain                                            | 17e en série 16 min 09 s 85                            |
| 10 000 m       | Blandine Ducret                                           | 18e 33 min 06 s 98                                     |
| 10 000 m       | Zahia Dahmani                                             | 22e 33 min 46 s 23                                     |
| 20 km marchent | Nora Leksir                                               | 20e 1 h 36 min 17 s                                    |
| 20 km marchent | Fatiha Ouali                                              | 23e 1 h 36 min 57 s                                    |
| 100 m haies    | Patricia Girard                                           | 8e 12 s 97                                             |
| 100 m haies    | Nicole Ramalalanirina                                     | 7e en demi-finale 12 s 96 (12 s 91 en série)           |
| 100 m haies    | Eunice Barber                                             | 6e en quart de finale 13 s 09                          |
| 4 × 100 m      | Patricia Girard Muriel Hurtis Katia Benth Christine Arron | 2e 42 s 06                                             |
| Hauteur        | Lucie Finez                                               | 1,85 m en qualifications                               |
| Longueur       | Aurélie Félix                                             | 6,54 m en qualifications                               |
| Poids          | Laurence Manfrédi                                         | 17,89 m en qualifications                              |
| Marteau        | Manuela Montebrun                                         | 12e 62,44 m                                            |
| Marteau        | Cécile Lignot                                             | 13e 62,14 m                                            |
| Marteau        | Florence Ezeh                                             | 16e 60,74 m                                            |
| Javelot        | Nadine Auzeil                                             | 57,33 m en qualifications                              |
| Heptathlon     | Eunice Barber                                             | 1re 6 861 pts                                          |
| Heptathlon     | Marie Colonvillé                                          | 9e 6 188 pts                                           |

### Edmonton 2001
| Épreuve         | Athlète                                                         | Résultat                                                  |
| --------------- | --------------------------------------------------------------- | --------------------------------------------------------- |
| 100 m           | Fabrice Calligny                                                | 6e en quart de finale 10 s 22                             |
| 100 m           | David Patros                                                    | 7e en quart de finale 10 s 34                             |
| 200 m           | Christophe Cheval                                               | 7e en quart de finale 20 s 75 (20 s 62 en série)          |
| 200 m           | Frédéric Krantz                                                 | 7e en quart de finale 21 s 02 (20 s 84 en série)          |
| 400 m           | Marc Raquil                                                     | 5e en demi-finale 45 s 22                                 |
| 1 500 m         | Driss Maazouzi                                                  | 3e 3 min 31 s 54                                          |
| 1 500 m         | Mehdi Baala                                                     | 12e 3 min 55 s 36                                         |
| 1 500 m         | Saïd Chébili                                                    | 12e en demi-finale 3 min 43 s 58 (3 min 37 s 99 en série) |
| 5 000 m         | Ismaïl Sghyr                                                    | 5e 13 min 07 s 71                                         |
| 5 000 m         | Driss El Himer                                                  | 10e 13 min 28 s 14                                        |
| Marathon        | Benoît Zwierzchiewski                                           | 13e 2 h 18 min 29 s                                       |
| Marathon        | Hakim Bagy                                                      | 16e 2 h 20 min 43 s                                       |
| Marathon        | Larbi Zéroual                                                   | 34e 2 h 26 min 45 s                                       |
| Marathon        | Abdellah Béhar                                                  | 67e 2 h 41 min 42 s                                       |
| Marathon        | Mohamed Ezzher                                                  | Abandon                                                   |
| 20 km marche    | Anthony Gillet                                                  | 23e 1 h 31 min 24 s                                       |
| 50 km marche    | Denis Langlois                                                  | 11e 3 h 53 min 42 s                                       |
| 50 km marche    | David Boulanger                                                 | 12e 3 h 53 min 52 s                                       |
| 50 km marche    | René Piller                                                     | 27e 4 h 10 min 54 s                                       |
| 3 000 m steeple | Bouabdellah Tahri                                               | 5e 8 min 19 s 56                                          |
| 3 000 m steeple | Gaël Pencréach                                                  | 15e 8 min 41 s 51 (8 min 28 s 64 en série)                |
| 3 000 m steeple | Frédéric Denis                                                  | 9e en série 8 min 41 s 66                                 |
| 4 × 100 m       | Fabrice Calligny Frédéric Krantz Christophe Cheval David Patros | 6e en demi-finale 38 s 89                                 |
| 4 × 400 m       | Marc Raquil Marc Foucan Philippe Bouche Stéphane Diagana        | 3e en série 3 min 01 s 65                                 |
| Perche          | Romain Mesnil                                                   | 5e 5,85 m                                                 |
| Longueur        | Kader Klouchi                                                   | 7,70 m en qualifications                                  |
| Triple-saut     | Karl Taillepierre                                               | 16,58 m en qualifications                                 |
| Poids           | Yves Niaré                                                      | 18,71 m en qualifications                                 |
| Marteau         | Nicolas Figère                                                  | 12e 75,36 m (79,09 m en qualifications)                   |
| Marteau         | David Chaussinand                                               | 76,66 m en qualifications                                 |
| Décathlon       | Laurent Hernu                                                   | 8e 8 280 pts                                              |

| Épreuve      | Athlète                                                             | Résultat                                         |
| ------------ | ------------------------------------------------------------------- | ------------------------------------------------ |
| 100 m        | Frédérique Bangué                                                   | 6e en quart de finale 11 s 35                    |
| 100 m        | Katia Benth                                                         | 7e en quart de finale 11 s 54 (11 s 47 en série) |
| 200 m        | Fabé Dia                                                            | 7e en quart de finale 23 s 14 (23 s 07 en série) |
| 400 m        | Francine Landre                                                     | 5e en série 52 s 57                              |
| 800 m        | Peggy Babin                                                         | 5e en série 2 min 02 s 48                        |
| 1 500 m      | Hanane Baala                                                        | 11e en série 4 min 29 s 47                       |
| 5 000 m      | Fatima Yvelain                                                      | 14e 15 min 53 s 52 (15 min 20 s 16 en série)     |
| 10 000 m     | Yamna Belkacem                                                      | 8e 32 min 09 s 21                                |
| Marathon     | Zahia Dahmani                                                       | Abandon                                          |
| 20 km marche | Fatiha Ouali                                                        | 23e 1 h 40 min 16 s                              |
| 100 m haies  | Linda Ferga                                                         | 7e 12 s 80 (12 s 67 en demi-finale)              |
| 100 m haies  | Nicole Ramalalanirina                                               | 6e en demi-finale 12 s 91                        |
| 100 m haies  | Patricia Girard                                                     | 8e en demi-finale 13 s 17 (13 s 11 en série)     |
| 400 m haies  | Sylvanie Morandais                                                  | 6e en série 56 s 85                              |
| 4 × 100 m    | Sylviane Félix Frédérique Bangué Muriel Hurtis Odiah Sidibé         | 2e 42 s 39                                       |
| 4 × 400 m    | Francine Landre Sylvanie Morandais Anita Mormand Marie-Louise Bévis | 6e 3 min 27 s 54 (3 min 26 s 92 en série)        |
| Longueur     | Aurélie Félix                                                       | 6,37 m en qualifications                         |
| Disque       | Mélina Robert-Michon                                                | 56,22 m en qualifications                        |
| Marteau      | Manuela Montebrun                                                   | 5e 67,78 m (67,92 m en qualifications)           |
| Marteau      | Florence Ezeh                                                       | 7e 65,88 m                                       |
| Heptathlon   | Marie Collonvillé                                                   | 11e 5 887 pts                                    |
| Heptathlon   | Eunice Barber                                                       | Abandon                                          |

### Paris 2003
| Épreuve      | Athlète                                                             | Résultat                                               |
| ------------ | ------------------------------------------------------------------- | ------------------------------------------------------ |
| 100 m        | Ronald Pognon                                                       | 7e en demi-finale 10 s 25 (10 s 23 en quart de finale) |
| 100 m        | Aimé-Issa Nthépé                                                    | 5e en quart de finale 10 s 25                          |
| 200 m        | Aimé-Issa Nthépé                                                    | 6e en quart de finale 20 s 69                          |
| 400 m        | Marc Raquil                                                         | 2e 44 s 79                                             |
| 400 m        | Leslie Djhone                                                       | 4e 44 s 83                                             |
| 800 m        | Florent Lacasse                                                     | 6e en demi-finale 1 min 46 s 89                        |
| 800 m        | Jimmy Lomba                                                         | 6e en série 1 min 48 s 15                              |
| 800 m        | Nicolas Aïssat                                                      | Abandon en série                                       |
| 1 500 m      | Mehdi Baala                                                         | 2e 3 min 32 s 31                                       |
| 1 500 m      | Fouad Chouki                                                        | Disqualifié (contrôle antidopage positif)              |
| 10 000 m     | Ismaïl Sghyr                                                        | 10e 27 min 54 s 87                                     |
| Marathon     | Larbi Zéroual                                                       | 25e 2 h 14 min 29 s                                    |
| Marathon     | Hakim Bagy                                                          | 34e 2 h 16 min 06 s                                    |
| Marathon     | Philippe Rémond                                                     | 42e 2 h 17 min 35 s                                    |
| Marathon     | Driss El Himer                                                      | 60e 2 h 24 min 23 s                                    |
| 50 km marche | Denis Langlois                                                      | 10e 3 h 49 min 05 s                                    |
| 50 km marche | Eddy Riva                                                           | 11e 3 h 53 min 18 s                                    |
| 110 m haies  | Ladji Doucouré                                                      | 5e en demi-finale 13 s 54 (13 s 31 en série)           |
| 400 m haies  | Stéphane Diagana                                                    | 5e en demi-finale 48 s 64                              |
| 400 m haies  | Naman Keita                                                         | 8e en demi-finale 49 s 57 (49 s 08 en série)           |
| 400 m haies  | Sébastien Maillard                                                  | 8e en demi-finale 50 s 70 (49 s 25 en série)           |
| 4 × 100 m    | Ronald Pognon Aimé-Issa Nthépé Frédéric Krantz Jérôme Éyana         | 5e en demi-finale 38 s 79 (38 s 61 en série)           |
| 4 × 400 m    | Leslie Djhone Naman Keita Stéphane Diagana Marc Raquil Ahmed Douhou | 1er 2 min 58 s 96                                      |
| Perche       | Alexandre Barbaud                                                   | 5,20 m en qualifications                               |
| Perche       | Pierre-Charles Peuf                                                 | 5,20 m en qualifications                               |
| Perche       | Romain Mesnil                                                       | 0 en qualifications                                    |
| Longueur     | Salim Sdiri                                                         | 7,94 m en qualifications                               |
| Triple-saut  | Julien Kapek                                                        | 16,62 m en qualifications                              |
| Marteau      | Nicolas Figère                                                      | 11e 74,06 m (76,79 m en qualifications)                |
| Marteau      | Christophe Épalle                                                   | 72,82 m en qualifications                              |
| Décathlon    | Laurent Hernu                                                       | 5e 8 218 pts                                           |

| Épreuve      | Athlète                                                         | Résultat                                       |
| ------------ | --------------------------------------------------------------- | ---------------------------------------------- |
| 100 m        | Christine Arron                                                 | 5e 11 s 06 (11 s 01 en demi-finale)            |
| 200 m        | Muriel Hurtis                                                   | 3e 22 s 59 (22 s 41 en demi-finale)            |
| 200 m        | Sylviane Félix                                                  | 5e en quart de finale 23 s 27                  |
| 400 m        | Solen Desert                                                    | 6e en série 52 s 41                            |
| 1 500 m      | Maria Martins                                                   | 10e en demi-finale 4 min 08 s 30               |
| Marathon     | Rakiya Quétier                                                  | 21e 2 h 31 min 23 s                            |
| Marathon     | Fatima Yvelain                                                  | 34e 2 h 36 min 20 s                            |
| Marathon     | Zahia Dahmani                                                   | 48e 2 h 40 min 34 s                            |
| Marathon     | Hafida Gadi                                                     | 54e 2 h 45 min 53 s                            |
| Marathon     | Fatima Hajjami                                                  | Abandon                                        |
| 20 km marche | Fatiha Ouali                                                    | 19e 1 h 34 min 01 s                            |
| 100 m haies  | Patricia Girard                                                 | 7e 12 s 83 (12 s 82 en série)                  |
| 100 m haies  | Linda Khodadin                                                  | Disqualifiée en demi-finale (12 s 86 en série) |
| 100 m haies  | Haïdy Aron                                                      | 6e en série 13 s 35                            |
| 4 × 100 m    | Patricia Girard Muriel Hurtis Sylviane Félix Christine Arron    | 1re 41 s 78                                    |
| 4 × 400 m    | Marie-Louise Bévis Anita Mormand Virginie Michanol Solen Désert | 3e en série 3 min 30 s 29                      |
| Hauteur      | Gaëlle Niaré                                                    | 1,85 m en qualifications                       |
| Perche       | Marie Poissonnier                                               | 0 en finale (4,35 m en qualifications)         |
| Perche       | Vanessa Boslak                                                  | 4,15 m en qualifications                       |
| Longueur     | Eunice Barber                                                   | 1re 6,99 m                                     |
| Poids        | Laurence Manfrédi                                               | 17,88 m en qualifications                      |
| Disque       | Mélina Robert-Michon                                            | 11e 58,52 m (60,47 m en qualifications)        |
| Marteau      | Manuela Montebrun                                               | 3e 70,92 m (71,36 m en qualifications)         |
| Marteau      | Florence Ezeh                                                   | 62,12 m en qualifications                      |
| Javelot      | Sarah Walter                                                    | 54,31 m en qualifications                      |
| Heptathlon   | Eunice Barber                                                   | 2e 6 755 pts                                   |

### Helsinki 2005

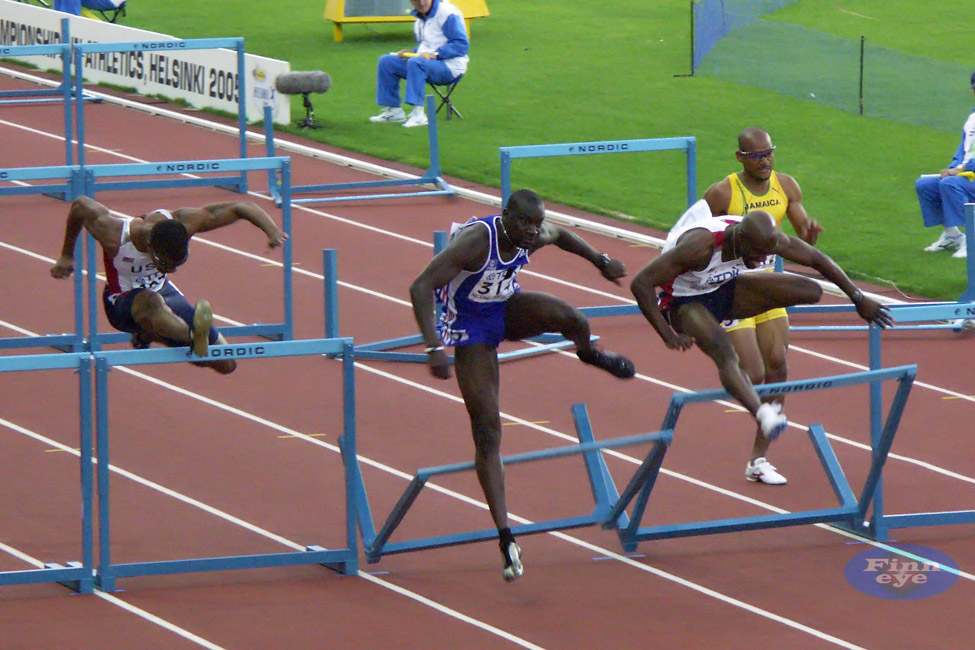
Ladji Doucouré, champion du monde du 110 m haies en 2005 à Helsinki.

| Épreuve         | Athlète                                                                  | Résultat                                                 |
| --------------- | ------------------------------------------------------------------------ | -------------------------------------------------------- |
| 100 m           | Ronald Pognon                                                            | 8e en demi-finale 10 s 17 (10 s 11 en quart de finale)   |
| 200 m           | Ronald Pognon                                                            | 5e en quart de finale 21 s 26 (20 s 37 en série)         |
| 200 m           | David Alerte                                                             | Abandon en série                                         |
| 400 m           | Leslie Djhone                                                            | 5e en série 46 s 57                                      |
| 800 m           | Mehdi Baala                                                              | 6e 1 min 45 s 32                                         |
| 1 500 m         | Mehdi Baala                                                              | 8e en demi-finale 3 min 41 s 34 (3 min 36 s 56 en série) |
| 1 500 m         | Mounir Yemmouni                                                          | 7e en série 3 min 42 s 39                                |
| Marathon        | Hakim Bagy                                                               | 36e 2 h 21 min 49 s                                      |
| Marathon        | Ismaïl Sghyr                                                             | 55e 2 h 27 min 07 s                                      |
| Marathon        | Ahmed Ezzobayry                                                          | Abandon                                                  |
| Marathon        | David Ramard                                                             | Abandon                                                  |
| 50 km marche    | Denis Langlois                                                           | 14e 3 h 59 min 31 s                                      |
| 50 km marche    | Yohann Diniz                                                             | Disqualifié                                              |
| 110 m haies     | Ladji Doucouré                                                           | 1er 13 s 07                                              |
| 110 m haies     | Cédric Lavanne                                                           | 5e en série 14 s 49                                      |
| 400 m haies     | Naman Keita                                                              | 5e 48 s 28                                               |
| 3 000 m steeple | Bouabdellah Tahri                                                        | 8e 8 min 19 s 96 (8 min 18 s 31 en série)                |
| 3 000 m steeple | Vincent Le Dauphin                                                       | 8e en série 8 min 30 s 42                                |
| 3 000 m steeple | Gaël Pencréach                                                           | 7e en série 8 min 23 s 96                                |
| 4 × 100 m       | Ladji Doucouré Ronald Pognon Eddy De Lepine Lueyi Dovy Oudéré Kankarafou | 1er 38 s 02.                                             |
| 4 × 400 m       | Leslie Djhone Naman Keita Abderrahim El Haouzy Marc Raquil               | 6e 3 min 03 s 10 (3 min 02 s 86 en série)                |
| Hauteur         | Mickaël Hanany                                                           | 2,24 m en qualifications                                 |
| Perche          | Damiel Dossevi                                                           | 5,45 m en qualifications                                 |
| Perche          | Jean Galfione                                                            | 5,45 m en qualifications                                 |
| Longueur        | Salim Sdiri                                                              | 5e 8,21 m                                                |
| Triple-saut     | Karl Taillepierre                                                        | 5e 17,27 m                                               |
| Décathlon       | Romain Barras                                                            | 7e 8 087 pts                                             |

| Épreuve         | Athlète                                                        | Résultat                                                 |
| --------------- | -------------------------------------------------------------- | -------------------------------------------------------- |
| 100 m           | Christine Arron                                                | 3e 10 s 98 (10 s 96 en demi-finale)                      |
| 100 m           | Sylviane Félix                                                 | 6e en quart de finale 11 s 51                            |
| 200 m           | Christine Arron                                                | 3e 22 s 31                                               |
| 400 m           | Solen Desert                                                   | 6e en série 52 s 94                                      |
| 800 m           | Laetitia Valdonado                                             | 3e en demi-finale 2 min 01 s 90 (2 min 00 s 87 en série) |
| 1 500 m         | Bouchra Ghezielle                                              | 3e 4 min 02 s 45                                         |
| 1 500 m         | Hind Dehiba                                                    | 6e en série 4 min 12 s 23                                |
| 1 500 m         | Maria Martins                                                  | 11e en série 4 min 14 s 12                               |
| 5 000 m         | Margaret Maury                                                 | 10e en série 15 min 35 s 65                              |
| 100 m haies     | Linda Khodadin                                                 | Abandon en demi-finale (12 s 85 en série)                |
| 100 m haies     | Adrianna Lamalle                                               | 8e en demi-finale 13 s 60 (12 s 93 en série)             |
| 100 m haies     | Reina-Flor Okori                                               | 6e en demi-finale 12 s 99                                |
| 3 000 m steeple | Yamina Bouchaouante                                            | 11e 9 min 48 s 48 (9 min 42 s 18 en série)               |
| 3 000 m steeple | Elodie Olivares                                                | 6e en série 9 min 49 s 28                                |
| 4 × 100 m       | Patricia Buval Lina Jacques-Sebastien Fabé Dia Christine Arron | 4e 42 s 85                                               |
| Hauteur         | Mélanie Skotnik                                                | 1,88 m en qualifications                                 |
| Perche          | Vanessa Boslak                                                 | 8e 4,35 m (4,40 m en qualifications)                     |
| Longueur        | Eunice Barber                                                  | 2e 6,76 m (6,60 m en qualifications)                     |
| Marteau         | Manuela Montebrun                                              | 3e 71,41 m (71,63 m en qualifications)                   |
| Heptathlon      | Eunice Barber                                                  | 2e 6 824 pts                                             |
| Heptathlon      | Marie Collonvillé                                              | 6e 6 248 pts                                             |

### Osaka 2007

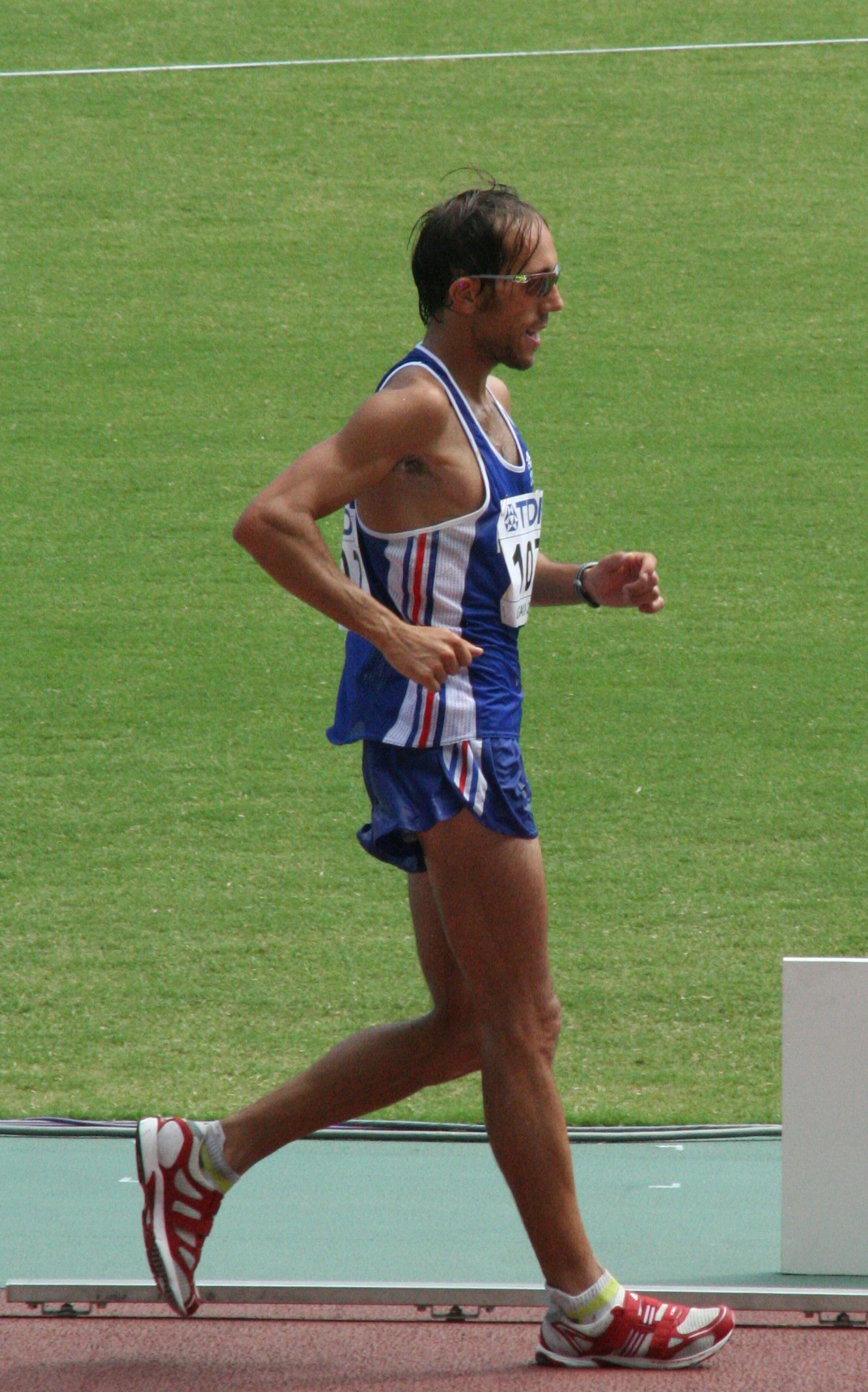
Yohann Diniz lors des Mondiaux d'Osaka en 2007.

| Épreuve         | Athlète                                                    | Résultat                                            |
| --------------- | ---------------------------------------------------------- | --------------------------------------------------- |
| 100 m           | Martial Mbandjock                                          | 7e en quart de finale 10 s 39 (10 s 36 en série)    |
| 400 m           | Leslie Djhone                                              | 5e 44 s 59 (44 s 46 en demi-finale)                 |
| 400 m           | Brice Panel                                                | 6e en série 46 s 02                                 |
| 1 500 m         | Mehdi Baala                                                | Disqualifié en demi-finale (3 min 38 s 65 en série) |
| 1 500 m         | Mounir Yemmouni                                            | 10e en série 3 min 42 s 68                          |
| 50 km marche    | Yohann Diniz                                               | 2e 3 h 44 min 22 s                                  |
| 50 km marche    | Eddy Riva                                                  | 13e 4 h 00 min 44 s                                 |
| 50 km marche    | David Boulanger                                            | 14e 4 h 01 min 30 s                                 |
| 110 m haies     | Ladji Doucouré                                             | 3e en demi-finale 13 s 36                           |
| 110 m haies     | Bano Traoré                                                | 8e en série 13 s 84                                 |
| 400 m haies     | Fadil Bellaabouss                                          | 6e en demi-finale 49 s 17                           |
| 400 m haies     | Naman Keita                                                | Disqualifié                                         |
| 3 000 m steeple | Mahiedine Mekhissi-Benabbad                                | 6e en série 8 min 33 s 11                           |
| 3 000 m steeple | Bouabdellah Tahri                                          | 5e 8 min 20 s 27 (8 min 20 s 09 en série)           |
| 3 000 m steeple | Vincent Zouaoui-Dandrieux                                  | 11e en série 8 min 36 s 05                          |
| 4 × 400 m       | Mathieu Lahaye Brice Panel Fadil Bellaabouss Leslie Djhone | 7e en série 3 min 04 s 45                           |
| Perche          | Jérôme Clavier                                             | 5,55 m en qualifications                            |
| Perche          | Damiel Dossevi                                             | 5,40 m en qualifications                            |
| Perche          | Romain Mesnil                                              | 2e 5,86 m                                           |
| Triple-saut     | Julien Kapek                                               | 16,55 m en qualifications                           |
| Poids           | Yves Niaré                                                 | 19,62 m en qualifications                           |
| Décathlon       | Romain Barras                                              | 7e 8 262 pts                                        |

| Épreuve         | Athlète                                                                     | Résultat                                     |
| --------------- | --------------------------------------------------------------------------- | -------------------------------------------- |
| 100 m           | Christine Arron                                                             | 6e 11 s 08 (11 s 04 en demi-finale)          |
| 100 m           | Carima Louami                                                               | 5e en série 11 s 59                          |
| 200 m           | Muriel Hurtis-Houairi                                                       | 5e en demi-finale 22 s 86 (22 s 83 en série) |
| 400 m           | Solen Désert                                                                | 8e en série 54 s 03                          |
| 800 m           | Élodie Guégan                                                               | 6e en demi-finale1 min 59 s 46               |
| 1 500 m         | Maria Martins                                                               | Abandon en série                             |
| 100 m haies     | Adrianna Lamalle                                                            | 7e en demi-finale 12 s 93 (12 s 88 en série) |
| 3 000 m steeple | Julie Coulaud                                                               | Abandon en série                             |
| 3 000 m steeple | Sophie Duarte                                                               | 5e 9 min 27 s 51                             |
| 3 000 m steeple | Elodie Olivares                                                             | 13e en série 10 min 08 s 39                  |
| 4 × 100 m       | Carima Louami Muriel Hurtis-Houairi Fabienne Beret-Martinel Christine Arron | 7e en série 43 s 88                          |
| 4 × 400 m       | Thélia Sigère Marie-Angélique Lacordelle Phara Anacharsis Solen Désert      | 5e en série 3 min 29 s 87                    |
| Hauteur         | Mélanie Skotnik                                                             | 7e 1,94 m                                    |
| Perche          | Vanessa Boslak                                                              | 5e 4,70 m                                    |
| Longueur        | Eunice Barber                                                               | 6,51 m en qualification                      |
| Triple-saut     | Teresa Nzola Meso Ba                                                        | 13,94 m en qualifications                    |
| Disque          | Mélina Robert-Michon                                                        | 12e 57,81 m (61,66 m en qualifications)      |
| Marteau         | Stéphanie Falzon                                                            | 67,19 m en qualifications                    |
| Marteau         | Manuela Montebrun                                                           | 8e 70,36 m                                   |
| Marteau         | Amélie Perrin                                                               | 66,67 m en qualifications                    |
| Heptathlon      | Marie Collonvillé                                                           | 9e 6 244 pts                                 |
| Heptathlon      | Antoinette Nana Djimou                                                      | Abandon                                      |

### Berlin 2009

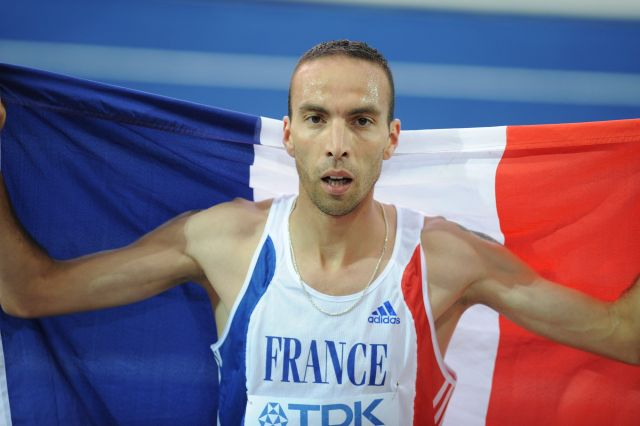
Bob Tahri lors des Championnats du monde 2009.

| Épreuve          | Athlète                                                            | Résultat                                                 |
| ---------------- | ------------------------------------------------------------------ | -------------------------------------------------------- |
| 100 m            | Christophe Lemaitre                                                | Disqualifié en quart de finale (10 s 23 en série)        |
| 100 m            | Martial Mbandjock                                                  | 6e en demi-finale 10 s 18                                |
| 100 m            | Ronald Pognon                                                      | 7e en quart de finale 10 s 27                            |
| 200 m            | David Alerte                                                       | 8e 20 s 68 (20 s 45 en demi-finale                       |
| 200 m            | Martial Mbandjock                                                  | 5e en demi-finale 20 s 43                                |
| 200 m            | Eddy De Lépine                                                     | 5e en série 21 s 23                                      |
| 400 m            | Leslie Djhone                                                      | 8e 45 s 90 (44 s 80 en demi-finale)                      |
| 400 m            | Teddy Venel                                                        | 8e en demi-finale 46 s 30 (46 s 16 en série)             |
| 800 m            | Jeff Lastennet                                                     | 5e en demi-finale 1 min 57 s 43 (1 min 46 s 30 en série) |
| 1500 m           | Mehdi Baala                                                        | 7e 3 min 36 s 99                                         |
| 1500 m           | Yoann Kowal                                                        | 8e en série 3 min 46 s 42                                |
| 1500 m           | Mounir Yemmouni                                                    | 11e en série 3 min 42 s 06                               |
| 5000 m           | Morhad Amdouni                                                     | 8e en série 13 min 29 s 64                               |
| Marathon         | James Theuri                                                       | 41e 2 h 20 min 24 s                                      |
| 50 km marche     | Yohann Diniz                                                       | 12e 3 h 49 min 03 s                                      |
| 50 km marche     | Hervé Davaux                                                       | 20e 3 h 57 min 10 s                                      |
| 50 km marche     | Cédric Houssaye                                                    | 27e 4 h 02 min 44 s                                      |
| 110 m haies      | Dimitri Bascou                                                     | 7e en demi-finale 13 s 49                                |
| 110 m haies      | Garfield Darien                                                    | 5e en demi-finale 13 s 57                                |
| 110 m haies      | Cédric Lavanne                                                     | 4e en série 13 s 72                                      |
| 400 m haies      | Héni Kechi                                                         | Disqualifié en série                                     |
| 400 m haies      | Fadil Bellaabouss                                                  | 4e en série 49 s 73                                      |
| 3000 m steeple   | Bob Tahri                                                          | 3e 8 min 01 s 18                                         |
| 3000 m steeple   | Mahiedine Mekhissi                                                 | Abandon en série                                         |
| 3000 m steeple   | Vincent Zouaoui-Dandrieux                                          | 10e en série 8 min 41 s 85                               |
| Relais 4 × 100 m | Christophe Lemaitre Martial Mbandjock Ronald Pognon Eddy De Lépine | 8e 39 s 21                                               |
| Relais 4 × 400 m | Leslie Djhone Yannick Fonsat Teddy Venel Yoann Décimus             | 7e 3 min 02 s 65                                         |
| Hauteur          | Mickaël Hanany                                                     | 5e 2,23 m (2,30 m en qualifications)                     |
| Perche           | Renaud Lavillenie                                                  | 3e 5,80 m                                                |
| Perche           | Romain Mesnil                                                      | 2e 5,85 m                                                |
| Perche           | Damiel Dossevi                                                     | 6e 5,75 m                                                |
| Longueur         | Salim Sdiri                                                        | 6e 8,07 m                                                |
| Longueur         | Kafétien Gomis                                                     | 7,90 m en qualifications                                 |
| Triple saut      | Teddy Tamgho                                                       | 11e 16,79 m (17,11 m en qualifications)                  |
| Poids            | Yves Niaré                                                         | 19,37 m en qualifications                                |
| Disque           | Bertrand Vili                                                      | 60,68 m en qualifications                                |
| Marteau          | Jérôme Bortoluzzi                                                  | 73,09 m en qualifications                                |
| Décathlon        | Romain Barras                                                      | 12e 8 204 pts                                            |
| Décathlon        | Mateo Sossah                                                       | 29e 7 682 pts                                            |
| Décathlon        | Nadir El Fassi                                                     | 22e 7 922 pts                                            |

| Épreuve          | Athlète                                                    | Résultat                                                 |
| ---------------- | ---------------------------------------------------------- | -------------------------------------------------------- |
| 100 m            | Myriam Soumaré                                             | 8e en quart de finale 11 s 45                            |
| 200 m            | Johanna Danois                                             | 5e en demi-finale 23 s 03                                |
| 400 m            | Solen Désert                                               | 8e en demi-finale 53 s 26 (51 s 63 en série)             |
| 800 m            | Élodie Guégan                                              | 8e en demi-finale 2 min 04 s 38 (2 min 03 s 87 en série) |
| 1500 m           | Hind Dehiba                                                | 8e en demi-finale 4 min 11 s 22                          |
| 100 m haies      | Cindy Billaud                                              | 8e en demi-finale 13 s 20 (13 s 12 en série)             |
| 100 m haies      | Sandra Gomis                                               | 6e en série 13 s 23                                      |
| 400 m haies      | Aurore Kassambara                                          | 6e en série 57 s 25                                      |
| 3000 m steeple   | Sophie Duarte                                              | 15e 9 min 33 s 85                                        |
| 3000 m steeple   | Élodie Olivares                                            | 11e en série 9 min 43 s 83                               |
| Relais 4 × 400 m | Virginie Michanol Aurélie Kamga Symphora Béhi Solen Désert | 7e 3 min 30 s 16 (3 min 29 s 60 en série)                |
| Hauteur          | Mélanie Skotnik                                            | 9e 1,92 m                                                |
| Perche           | Télie Mathiot                                              | 4,10 m en qualifications                                 |
| Longueur         | Éloyse Lesueur                                             | 6,40 m en qualifications                                 |
| Triple saut      | Vanessa Gladone                                            | 13,51 m en qualifications                                |
| Triple saut      | Teresa Nzola Meso                                          | 11e 13,79 m (14,32 m en qualifications)                  |
| Poids            | Laurence Manfredi                                          | 17,25 m en qualifications                                |
| Poids            | Jessica Cérival                                            | 17,30 m en qualifications                                |
| Disque           | Mélina Robert-Michon                                       | 8e 60,92 m (61,53 m en qualifications)                   |
| Marteau          | Stéphanie Falzon                                           | 9e 71,40 m (71,54 m en qualifications)                   |
| Marteau          | Manuela Montebrun                                          | 12e 69,92 m (70,66 m en qualifications)                  |
| Heptathlon       | Antoinette Nana Djimou                                     | 7e 6 323 pts                                             |
| Heptathlon       | Marisa De Aniceto                                          | 12e 6 049 pts                                            |

### Daegu 2011

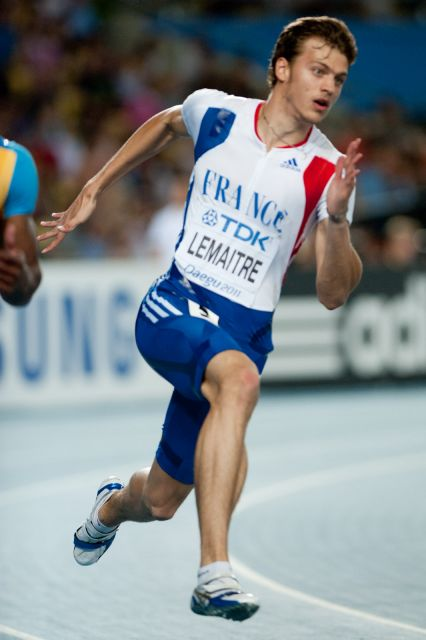
Christophe Lemaitre, médaillé de bronze du 200 m en 2011.

| Épreuve         | Athlète                                                       | Résultat                                        |
| --------------- | ------------------------------------------------------------- | ----------------------------------------------- |
| 100 m           | Christophe Lemaitre                                           | 4e 10 s 19 (10 s 11 en demi-finale)             |
| 100 m           | Jimmy Vicaut                                                  | 6e 10 s 27 (10 s 10 en demi-finale)             |
| 200 m           | Christophe Lemaitre                                           | 3e 19 s 80                                      |
| 1 500 m         | Mehdi Baala                                                   | 9e 3 min 37 s 46                                |
| 1 500 m         | Yoann Kowal                                                   | 8e en demi-finale 3 min 37 s 44                 |
| 1 500 m         | Florian Carvalho                                              | 13e en série 3 min 53 s 88                      |
| 50 km marche    | Yohann Diniz                                                  | Disqualifié                                     |
| 50 km marche    | Cédric Houssaye                                               | Disqualifié                                     |
| 50 km marche    | Bertrand Moulinet                                             | 23e 4 h 07 min 58 s                             |
| 110 m haies     | Dimitri Bascou                                                | 5e en demi-finale 13 s 62 (13 s 51 en série)    |
| 3 000 m steeple | Mahiedine Mekhissi-Benabbad                                   | 3e 8 min 16 s 09                                |
| 3 000 m steeple | Bouabdellah Tahri                                             | 4e 8 min 17 s 56                                |
| 3 000 m steeple | Vincent Zouaoui-Dandrieux                                     | 12e 8 min 30 s 39 (8 min 23 s 79 en série)      |
| 4 × 100 m       | Teddy Tinmar Christophe Lemaitre Yannick Lesourd Jimmy Vicaut | 2e 38 s 20                                      |
| 4 × 400 m       | Nicolas Fillon Teddy Venel Mamoudou Hanne Yoann Décimus       | 7e en série 3 min 03 s 68                       |
| Perche          | Renaud Lavillenie                                             | 3e 5,85 m                                       |
| Perche          | Romain Mesnil                                                 | Non classé en finale (5,65 m en qualifications) |
| Perche          | Jérôme Clavier                                                | 5,50 m en qualifications                        |
| Longueur        | Salim Sdiri                                                   | 7,58 m en qualifications                        |
| Triple-saut     | Benjamin Compaoré                                             | 8e 17,17 m                                      |
| Décathlon       | Romain Barras                                                 | 11e 8 134 pts                                   |

| Épreuve     | Athlète                                                            | Résultat                                     |
| ----------- | ------------------------------------------------------------------ | -------------------------------------------- |
| 100 m       | Myriam Soumaré                                                     | 3e en demi-finale 11 s 47 (11 s 12 en série) |
| 100 m       | Véronique Mang                                                     | 4e en demi-finale 11 s 44 (11 s 20 en série) |
| 200 m       | Myriam Soumaré                                                     | 5e en demi-finale 23 s 02 (22 s 71 en série) |
| 10 000 m    | Christelle Daunay                                                  | 12e 32 min 22 s 20                           |
| 100 m haies | Cindy Billaud                                                      | 6e en série 13 s 50                          |
| 100 m haies | Sandra Gomis                                                       | 8e en demi-finale 13 s 55 (13 s 07 en série) |
| 4 × 100 m   | Myriam Soumaré Céline Distel Lina Jacques-Sébastien Véronique Mang | 5e 42 s 70 (42 s 60 en série)                |
| 4 × 400 m   | Phara Anacharsis Muriel Hurtis Marie Gayot Floria Gueï             | 5e en série 3 min 28 s 02                    |
| Hauteur     | Mélanie Melfort                                                    | 1,92 m en qualifications                     |
| Longueur    | Eloyse Lesueur                                                     | 6,22 m en qualifications                     |
| Marteau     | Stéphanie Falzon                                                   | 12e 66,57 m (68,92 m en qualifications)      |
| Heptathlon  | Antoinette Nana Djimou                                             | 7e 6 309 pts                                 |

### Moscou 2013

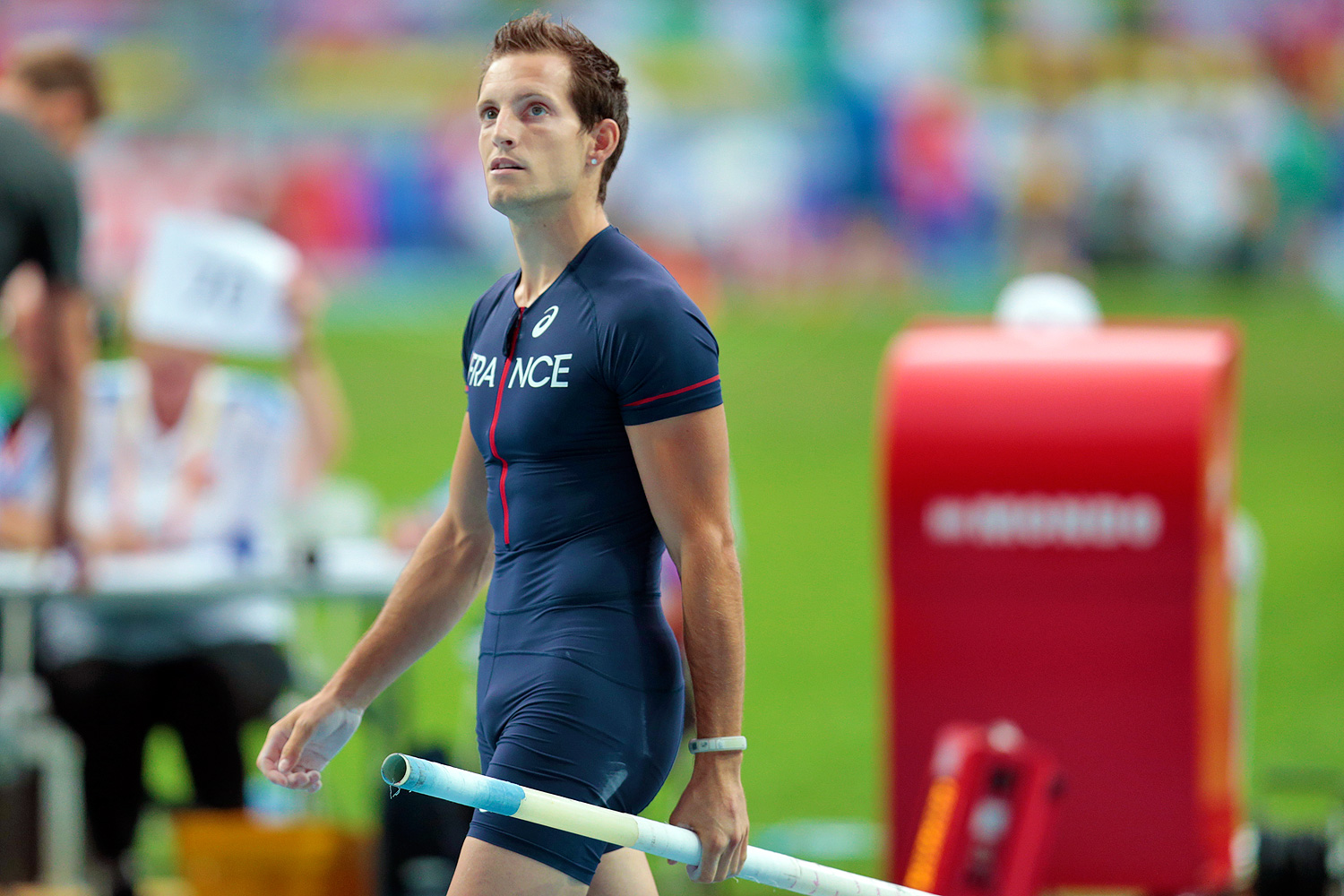
Renaud Lavillenie, vice-champion du monde du saut à la perche à Moscou.

| Épreuve         | Athlète                                                   | Résultat                                                 |
| --------------- | --------------------------------------------------------- | -------------------------------------------------------- |
| 100 m           | Christophe Lemaitre                                       | 7e 10 s 06 (10 s 00 en demi-finale)                      |
| 100 m           | Jimmy Vicaut                                              | 3e en demi-finale 10 s 01                                |
| 200 m           | Jimmy Vicaut                                              | 4e en demi-finale 20 s 51 (20 s 50 en série)             |
| 800 m           | Pierre-Ambroise Bosse                                     | 7e 1 min 44 s 79 (1 min 44 s 75 en demi-finale)          |
| 1 500 m         | Florian Carvalho                                          | 11e 3 min 39 s 17 (3 min 36 s 26 en demi-finale)         |
| 1 500 m         | Bouabdellah Tahri                                         | 9e en demi-finale 3 min 44 s 24 (3 min 38 s 82 en série) |
| 1 500 m         | Simon Denissel                                            | 10e en série 3 min 42 s 06                               |
| Marathon        | Benjamin Malaty                                           | 28e 2 h 19 min 21 s                                      |
| 20 km marche    | Bertrand Moulinet                                         | 29e 1 h 26 min 12 s                                      |
| 20 km marche    | Kévin Campion                                             | Abandon                                                  |
| 50 km marche    | Yohann Diniz                                              | 10e 3 h 45 min 18 s                                      |
| 110 m haies     | Thomas Martinot-Lagarde                                   | 7e 13 s 49 (13 s 33 en série)                            |
| 110 m haies     | Pascal Martinot-Lagarde                                   | 5e en série 13 s 63                                      |
| 400 m haies     | Mickaël François                                          | 7e en demi-finale 50 s 58 (50 s 02 en série)             |
| 400 m haies     | Yoann Décimus                                             | 7e en série 50 s 21                                      |
| 3 000 m steeple | Mahiedine Mekhissi-Benabbad                               | 3e 8 min 07 s 86                                         |
| 3 000 m steeple | Yoann Kowal                                               | 8e 8 min 17 s 41                                         |
| 3 000 m steeple | Nouredine Smaïl                                           | Abandon en finale (8 min 24 s 05 en série)               |
| 4 × 100 m       | Emmanuel Biron Mickael-Meba Zeze Arnaud Rémy Jimmy Vicaut | 6e en série 38 s 97                                      |
| Hauteur         | Mickaël Hanany                                            | 2,26 m en qualifications                                 |
| Perche          | Renaud Lavillenie                                         | 2e 5,89 m                                                |
| Perche          | Valentin Lavillenie                                       | Non classé en finale (5,55 m en qualifications)          |
| Longueur        | Salim Sdiri                                               | 7,64 m en qualifications                                 |
| Triple-saut     | Teddy Tamgho                                              | 1er 18,04 m                                              |
| Triple-saut     | Gaëtan Saku Bafuanga                                      | 7e 16,79 m                                               |
| Triple-saut     | Yoann Rapinier                                            | 12e 15,17 m (17,39 m en qualifications)                  |
| Marteau         | Quentin Bigot                                             | 74,98 m en qualifications                                |
| Décathlon       | Kévin Mayer                                               | 4e 8 446 pts                                             |
| Décathlon       | Gaël Quérin                                               | 25e 6 846 pts                                            |

| Épreuve     | Athlète                                                           | Résultat                                     |
| ----------- | ----------------------------------------------------------------- | -------------------------------------------- |
| 100 m       | Myriam Soumaré                                                    | 5e en demi-finale 11 s 31                    |
| 100 m       | Stella Akakpo                                                     | 4e en série 11 s 43                          |
| 200 m       | Myriam Soumaré                                                    | 5e en demi-finale 22 s 85 (22 s 83 en série) |
| 200 m       | Johanna Danois                                                    | 6e en demi-finale 23 s 15 (23 s 00 en série) |
| 200 m       | Lénora Guion-Firmin                                               | 6e en demi-finale 23 s 11 (22 s 91 en série) |
| 400 m       | Floria Gueï                                                       | 5e en demi-finale 51 s 42                    |
| 400 m       | Marie Gayot                                                       | 5e en demi-finale 51 s 54                    |
| 5 000 m     | Sophie Duarte                                                     | 7e en série 16 min 05 s 14                   |
| 10 000 m    | Christelle Daunay                                                 | 10e 32 min 04 s 44                           |
| Marathon    | Carmen Oliveras                                                   | 33e 2 h 48 min 58 s                          |
| 100 m haies | Cindy Billaud                                                     | 7e 12 s 84 (12 s 71 en série)                |
| 100 m haies | Reina-Flor Okori                                                  | 8e en demi-finale 13 s 15 (13 s 01 en série) |
| 400 m haies | Phara Anacharsis                                                  | 6e en série 56 s 73                          |
| 4 × 100 m   | Céline Distel-Bonnet Ayodele Ikuesan Myriam Soumaré Stella Akakpo | Disqualifiées en finale (42 s 25 en série)   |
| 4 × 400 m   | Marie Gayot Lénora Guion-Firmin Muriel Hurtis Floria Gueï         | 3e 3 min 24 s 21 (3 min 27 s 75 en série)    |
| Perche      | Marion Lotout                                                     | 12e 4,45 m (4,55 m en qualifications)        |
| Longueur    | Eloyse Lesueur                                                    | 6,39 m en qualifications                     |
| Disque      | Mélina Robert-Michon                                              | 2e 66,28 m                                   |
| Heptathlon  | Antoinette Nana Djimou                                            | 8e 6 326 pts                                 |

### Pékin 2015

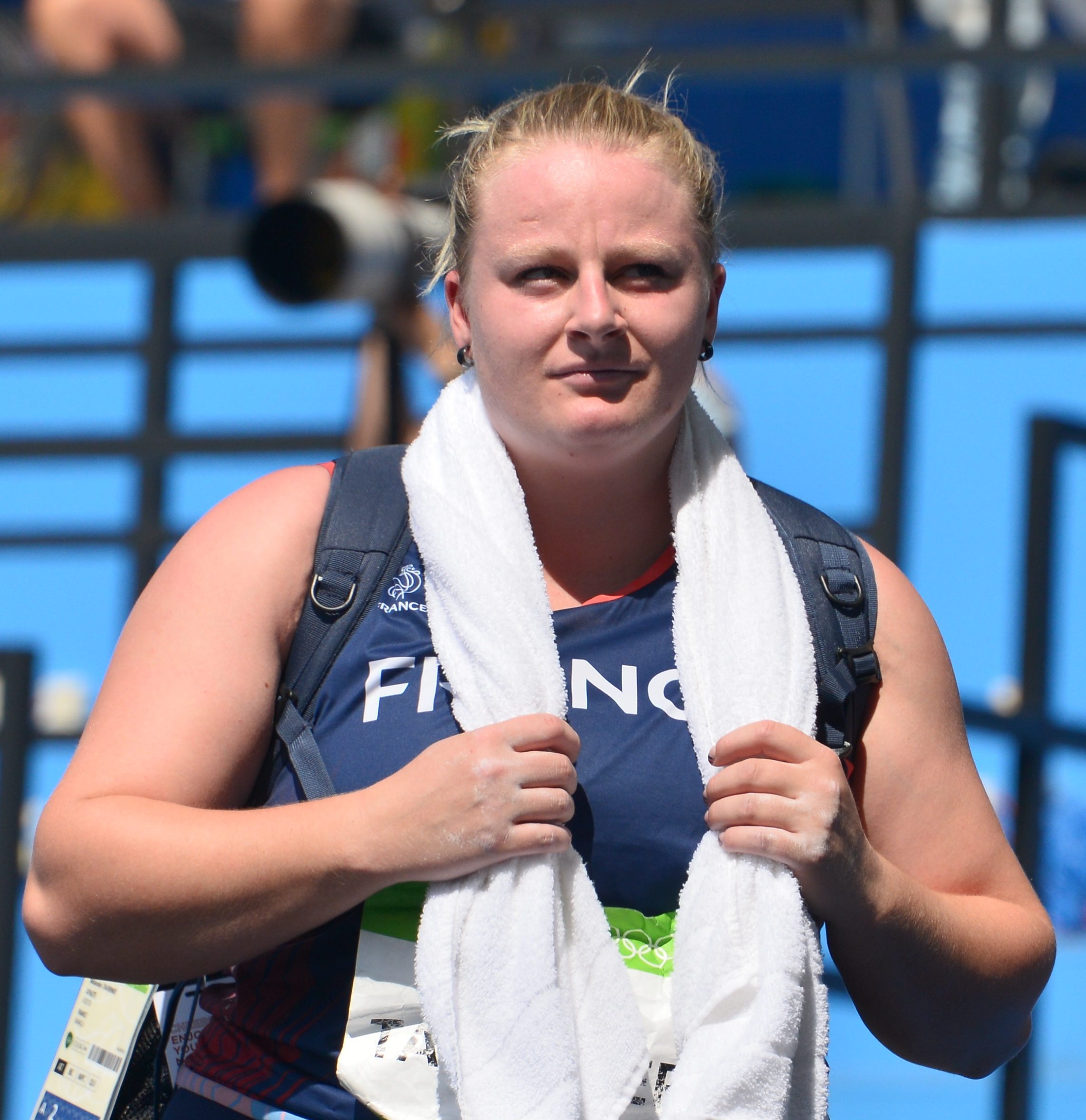
Alexandra Tavernier, médaillée de bronze au lancer du marteau.

| Épreuve         | Athlète                                                             | Résultat                                                   |
| --------------- | ------------------------------------------------------------------- | ---------------------------------------------------------- |
| 100 m           | Jimmy Vicaut                                                        | 8e 10 s 00 (-0.5) (9 s 92 (+0.3) en série)                 |
| 100 m           | Christophe Lemaitre                                                 | 6e en demi-finale 10 s 20 (-0.4)                           |
| 200 m           | Christophe Lemaitre                                                 | 5e en demi-finale 20 s 34 (+0.4) (20 s 29 (-0.2) en série) |
| 200 m           | Jeffrey John                                                        | 5e en série 20 s 48 (0.0)                                  |
| 400 m           | Mame-Ibra Anne                                                      | 4e en série 45 s 55                                        |
| 800 m           | Pierre-Ambroise Bosse                                               | 5e 1 min 46 s 63 (1 min 45 s 02 en demi-finale)            |
| 1 500 m         | Morhad Amdouni                                                      | 9e en demi-finale 3 min 37 s 79                            |
| 20 km marche    | Kévin Campion                                                       | 33e 1 h 25 min 16 s                                        |
| 110 m haies     | Pascal Martinot-Lagarde                                             | 4e 13 s 17 (+0,1)                                          |
| 110 m haies     | Dimitri Bascou                                                      | 5e 13 s 17 (+0,1)                                          |
| 110 m haies     | Garfield Darien                                                     | 8e 13 s 34 (+0,1)                                          |
| 3 000 m steeple | Yoann Kowal                                                         | 4e en série 8 min 41 s 65                                  |
| 4 × 100 m       | Emmanuel Biron Christophe Lemaitre Guy-Elphège Anouman Jimmy Vicaut | 5e 38 s 23 (37 s 88 en série)                              |
| 4 × 400 m       | Mame-Ibra Anne Teddy Atine-Venel Mamoudou Hanne Thomas Jordier      | 6e 3 min 00 s 65 (2 min 59 s 42 en série)                  |
| Perche          | Renaud Lavillenie                                                   | 3e= 5,80 m                                                 |
| Perche          | Kévin Ménaldo                                                       | 6e 5,80 m                                                  |
| Longueur        | Kafétien Gomis                                                      | 7e 8,02 m(+0.1) (8,09 m (+0.9) en qualifications)          |
| Triple-saut     | Benjamin Compaoré                                                   | 12e 16,63 m (+0.2) (16,82 m (+0.5) en qualifications)      |
| Décathlon       | Bastien Auzeil                                                      | 13e 8 093 pts                                              |

| Épreuve      | Athlète                                                               | Résultat                                        |
| ------------ | --------------------------------------------------------------------- | ----------------------------------------------- |
| 400 m        | Floria Gueï                                                           | 4e en demi-finale 51 s 30 (50 s 89 en série)    |
| 400 m        | Marie Gayot                                                           | 5e en demi-finale 50 s 97                       |
| 800 m        | Rénelle Lamote                                                        | 8e 1 min 59 s 70 (1 min 58 s 86 en demi-finale) |
| 20 km marche | Émilie Menuet                                                         | 31e 1 h 36 min 17 s                             |
| 100 m haies  | Cindy Billaud                                                         | 6e en série 13 s 23 (-1.8)                      |
| 400 m haies  | Aurélie Chaboudez                                                     | 6e en demi-finale 56 s 13                       |
| 4 × 100 m    | Lénora Guion-Firmin Stella Akakpo Maroussia Paré Céline Distel-Bonnet | 7e en série 43 s 58                             |
| 4 × 400 m    | Estelle Perrossier Marie Gayot Agnès Raharolahy Floria Gueï           | 7e 3 min 26 s 45 (3 min 24 s 86 en série)       |
| Perche       | Marion Lotout                                                         | 4,30 m en qualifications                        |
| Triple saut  | Jeanine Assani-Issouf                                                 | 9e 14,12 m (0,0)                                |
| Disque       | Mélina Robert-Michon                                                  | 10e 60,92 m (61,78 m en qualifications)         |
| Marteau      | Alexandra Tavernier                                                   | 3e 74,02 m (74,39 m en qualifications)          |

### Londres 2017

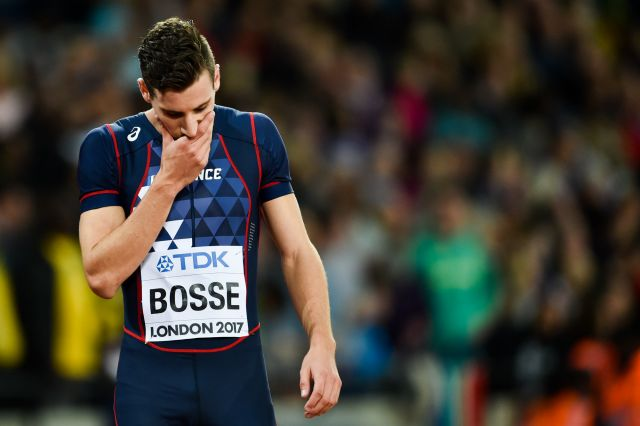
Pierre-Ambroise Bosse, médaillé d'or sur le 800 m à Londres en 2017.

| Épreuve           | Athlète                                                           | Résultat                                                                    |
| ----------------- | ----------------------------------------------------------------- | --------------------------------------------------------------------------- |
| 100 m             | Jimmy Vicaut                                                      | 6e en 10 s 08 (10 s 09 en demi-finale)                                      |
| 200 m             | Christophe Lemaitre                                               | 4e en demi-finale en 20 s 30 (20 s 40 en série)                             |
| 200 m             | Jeffrey John                                                      | 32e en 20 s 66                                                              |
| 400 m             | Teddy Atine-Venel                                                 | 30e en 45 s 90                                                              |
| 400 m             | Mamoudou Hanne                                                    | 29e en 45 s 89                                                              |
| 800 m             | Pierre-Ambroise Bosse                                             | 1er en 1 min 44 s 67 (1 min 47 s 25 en série, 1 min 45 s 63 en demi-finale) |
| 800 m             | Samir Dahmani                                                     | 36e en 1 min 48 s 62                                                        |
| 1 500 m           | Mahiedine Mekhissi                                                | 30e en 3 min 46 s 17                                                        |
| 110 m haies       | Aurel Manga                                                       | 25e en 13 s 58                                                              |
| 110 m haies       | Garfield Darien                                                   | 4e en 13 s 30 (13 s 36 en série, 13 s 17 en demi-finale)                    |
| 400 m haies       | Victor Coroller                                                   | 21e en 55 s 69 (50 s 00 en série)                                           |
| 400 m haies       | Mamadou Kassé Hann                                                | 17e en 50 s 35 (49 s 34 en série)                                           |
| 400 m haies       | Ludvy Vaillant                                                    | 15e en 49 s 95 (49 s 49 en série)                                           |
| 3 000 m steeple   | Mahiedine Mekhissi                                                | 4e en 8 min 15 s 80 (8 min 22 s 83 en demi-finale)                          |
| 3 000 m steeple   | Yoann Kowal                                                       | 13e en 8 min 34 s 53 (8 min 20 s 60 en demi-finale)                         |
| 20 km marche      | Kévin Campion                                                     | 24e en 1 h 21 min 46 s                                                      |
| 50 km marche      | Yohann Diniz                                                      | 1er en 3 h 33 min 11 s                                                      |
| 4 × 100 m         | Stuart Dutamby Jimmy Vicaut Mickaël-Méba Zeze Christophe Lemaitre | 5e en 38 s 48 (38 s 03 en série)                                            |
| 4 × 400 m         | Teddy Atine-Venel Mamoudou Hanne Thomas Jordier Ludvy Vaillant    | 8e en 3 min 1 s 79 (3 min 0 s 93 en série)                                  |
| Perche            | Axel Chapelle                                                     | 6e avec 5,65 m (5,70 m en qualifications)                                   |
| Perche            | Renaud Lavillenie                                                 | 3e avec 5,89 m (5,70 m en qualifications)                                   |
| Perche            | Valentin Lavillenie                                               | 14e avec 5,60 m (atteint au 2e essai)                                       |
| Perche            | Kévin Ménaldo                                                     | 22e avec 5,45 m (atteint au 2e essai)                                       |
| Triple-saut       | Benjamin Compaoré                                                 | 21e avec 16,46 m                                                            |
| Triple-saut       | Jean-Marc Pontvianne                                              | 8e avec 16,79 m (16,78 m en qualifications)                                 |
| Triple-saut       | Melvin Raffin                                                     | 24e avec 16,18 m                                                            |
| Lancer du disque  | Lolassonn Djouhan                                                 | 13e avec 63,21 m                                                            |
| Lancer du marteau | Quentin Bigot                                                     | 4e avec 77,67 m (76,11 m en qualifications)                                 |
| Décathlon         | Bastien Auzeil                                                    | 15e avec 7 922 pts                                                          |
| Décathlon         | Kevin Mayer                                                       | 1er avec 8 768 pts                                                          |

| Épreuve           | Athlète                                                                 | Résultat                                     |
| ----------------- | ----------------------------------------------------------------------- | -------------------------------------------- |
| 100 m             | Carolle Zahi                                                            | 28e en 11 s 41                               |
| 100 m             | Orphée Neola                                                            | 33e en 11 s 58                               |
| 200 m             | Estelle Raffai                                                          | 22e en 23 s 45 (23 s 72 en série)            |
| 400 m             | Elea Mariama Diarra                                                     | 25e en 52 s 06                               |
| 400 m             | Déborah Sananes                                                         | 33e en 52 s 50                               |
| 3 000 m steeple   | Maëva Danois                                                            | 24e en 9 min 49 s 21                         |
| 4 × 100 m         | Ayodelé Ikuesan Maroussia Paré Orlann Ombissa-Dzangue Carolle Zahi      | 9e en 42 s 92                                |
| 4 × 400 m         | Elea Mariama Diarra Estelle Perrossier Agnès Raharolahy Déborah Sananes | 4e en 3 min 26 s 56 (3 min 27 s 59 en série) |
| Perche            | Ninon Guillon-Romarin                                                   | 20e avec 4,20 m (atteint au 1er essai)       |
| Triple saut       | Jeanine Assani-Issouf                                                   | 18e avec 13,87 m                             |
| Lancer du poids   | Jessica Cérival                                                         | 24e avec 16,56 m                             |
| Lancer du disque  | Mélina Robert-Michon                                                    | 3e avec 66,21 m                              |
| Lancer du marteau | Alexandra Tavernier                                                     | 12e avec 66,31 m (72,69 m en qualifications) |
| Heptathlon        | Antoinette Nana Djimou                                                  | 16e avec 6 064 pts                           |

### Doha 2019

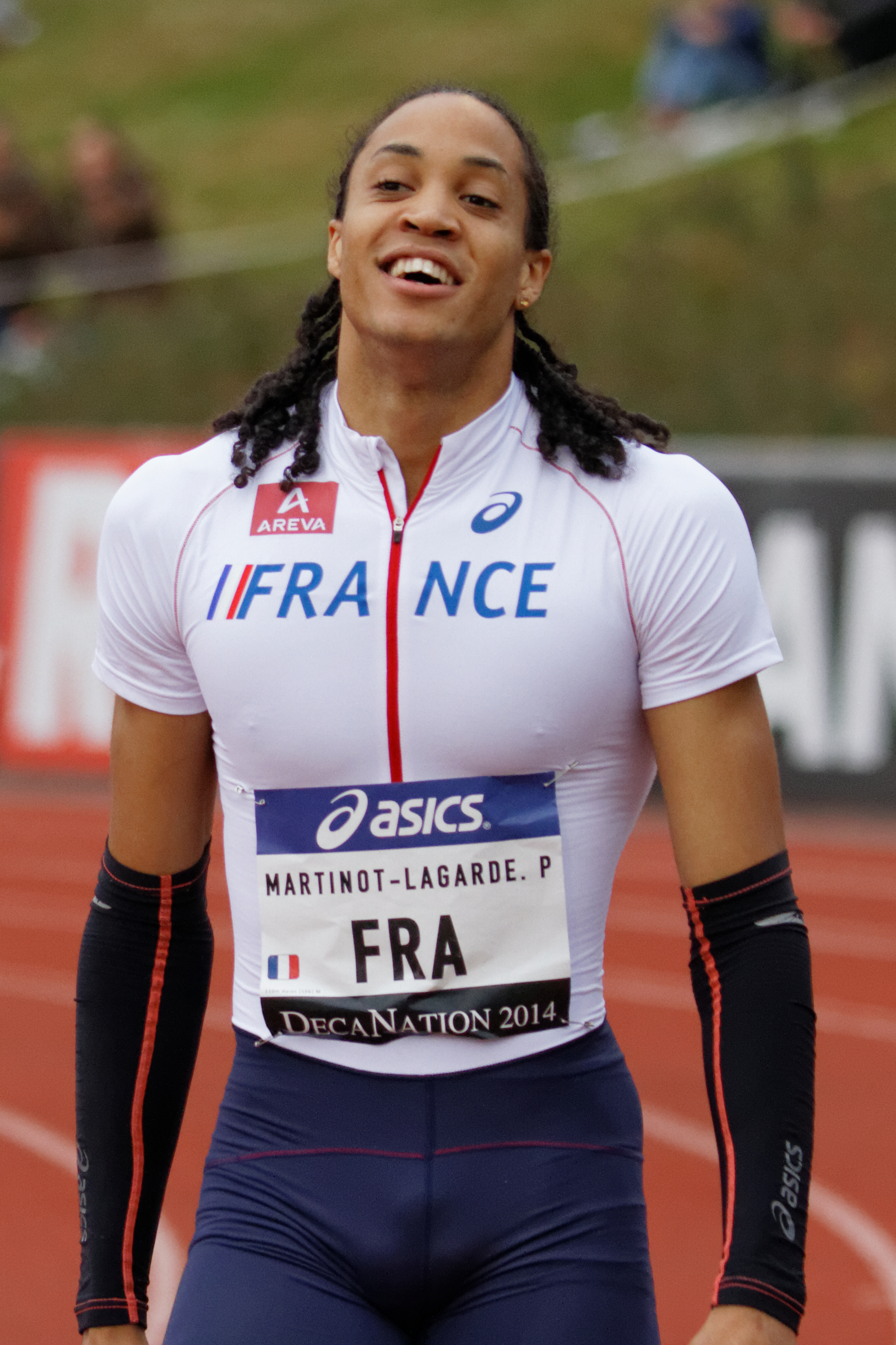
Pascal Martinot-Lagarde, médaillé de bronze du 110 m haies en 2019 à Doha.

| Épreuve           | Athlète                                                                                       | Résultat                                                    |
| ----------------- | --------------------------------------------------------------------------------------------- | ----------------------------------------------------------- |
| 100 m             | Jimmy Vicaut                                                                                  | 7e en demi-finale en 10 s 16 (10 s 08 en série)             |
| 200 m             | Mouhamadou Fall                                                                               | 5e en série en 20 s 63                                      |
| 800 m             | Pierre-Ambroise Bosse                                                                         | 7e en demi-finale en 1 min 47 s 60 (1 min 46 s 14 en série) |
| 1 500 m           | Alexis Miellet                                                                                | 8e en demi-finale en 3 min 37 s 39                          |
| Marathon          | Morhad Amdouni                                                                                | DNS                                                         |
| 110 m haies       | Dimitri Bascou                                                                                | 3e en demi-finale en 13 s 48                                |
| 110 m haies       | Wilhem Belocian                                                                               | 7e en demi-finale en 13 s 60                                |
| 110 m haies       | Pascal Martinot-Lagarde                                                                       | 3e en 13 s 18                                               |
| 400 m haies       | Wilfried Happio                                                                               | 7e en série en 51 s 25                                      |
| 400 m haies       | Ludvy Vaillant                                                                                | 4e en demi-finale en 49 s 10                                |
| 3 000 m steeple   | Djilali Bedrani                                                                               | 5e en 8 min 05 s 23                                         |
| 3 000 m steeple   | Yoann Kowal                                                                                   | 12e en série en 8 min 37 s 90                               |
| 20 km marche      | Gabriel Bordier                                                                               | 24e en 1 h 34 min 06 s                                      |
| 20 km marche      | Kévin Campion                                                                                 | 16e en 1 h 32 min 16 s                                      |
| 50 km marche      | Yohann Diniz                                                                                  | Abandon                                                     |
| 4 × 100 m         | Mouhamadou Fall Amaury Golitin Christophe Lemaitre Marvin René Jimmy Vicaut Méba-Mickaël Zézé | Abandon en finale                                           |
| 4 × 400 m hommes  | Ludvy Vaillant Christopher Naliali Thomas Jordier Mame-Ibra Anne                              | 7e en 3 min 03 s 06                                         |
| Perche            | Renaud Lavillenie                                                                             | 5 m 60 en qualifications                                    |
| Perche            | Valentin Lavillenie                                                                           | 6e avec 5 m 70                                              |
| Perche            | Alioune Sène                                                                                  | 5 m 45 en qualifications                                    |
| Triple saut       | Benjamin Compaoré                                                                             | 16 m 59 en qualifications                                   |
| Triple saut       | Jean-Marc Pontvianne                                                                          | 16 m 31 en qualifications                                   |
| Lancer du marteau | Quentin Bigot                                                                                 | 2e avec 78 m 19                                             |
| Décathlon         | Kevin Mayer                                                                                   | Abandon                                                     |
| Décathlon         | Basile Rolnin                                                                                 | Abandon                                                     |

| Épreuve           | Athlète | Résultat                                        |
| ----------------- | --- | ----------------------------------------------- |
| 100 m             | Orlann Ombissa-Dzangue | 5e en série en 11 s 34                          |
| 200 m             | Carolle Zahi | 5e en demi-finale en 23 s 03 (22 s 99 en série) |
| 400 m             | Amandine Brossier | 7e en série en 52 s 81                          |
| 400 m             | Déborah Sananes | 7e en demi-finale en 52 s 24 (51 s 76 en série) |
| 800 m             | Rénelle Lamote | 6e en demi-finale en 2 min 02 s 86              |
| 100 m haies       | Solène Ndama | Abandon en série                                |
| 100 m haies       | Fanny Quenot | 6e en série en 13 s 51                          |
| 100 m haies       | Laura Valette | 8e en série en 13 s 47                          |
| 3 000 m steeple   | Ophélie Claude-Boxberger | 14e en série en 10 min 05 s 10                  |
| 4 × 100 m femmes  | Carolle Zahi Cynthia Leduc Estelle Raffai Orlann Ombissa-Dzangue                                                            | Disqualifiées en série                          |
| 4 × 400 m femmes  | Kalyl Amaro Amandine Brossier Diana Iscaye Brigitte Ntiamoah Agnès Raharolahy Déborah Sananes Elise Trynkler Laurine Xailly | 7e en série en 3 min 29 s 66                    |
| Perche            | Ninon Guillon-Romarin | 12e avec 4 m 70                                 |
| Longueur          | Yanis David | 6 m 46 en qualifications                        |
| Longueur          | Hilary Kpatcha | 6 m 47 en qualifications                        |
| Longueur          | Éloyse Lesueur-Aymonin | 6 m 46 en qualifications                        |
| Triple saut       | Rouguy Diallo | 10e avec 14 m 08 (14 m 25 en qualifications)    |
| Lancer du disque  | Mélina Robert-Michon | 10e avec 59 m 99 (64 m 02 en qualifications)    |
| Lancer du marteau | Alexandra Tavernier | 6e avec 73 m 33                                 |
| Lancer du javelot | Alexie Alaïs | 60 m 46 en qualifications                       |
| Heptathlon        | Solène Ndama | 14e avec 6 034 points                           |

| Épreuve         | Athlète                                                          | Résultat                     |
| --------------- | ---------------------------------------------------------------- | ---------------------------- |
| 4 × 400 m mixte | Mame-Ibra Anne Amandine Brossier Agnès Raharolahy Thomas Jordier | 6e en série en 3 min 17 s 17 |

### Eugene 2022

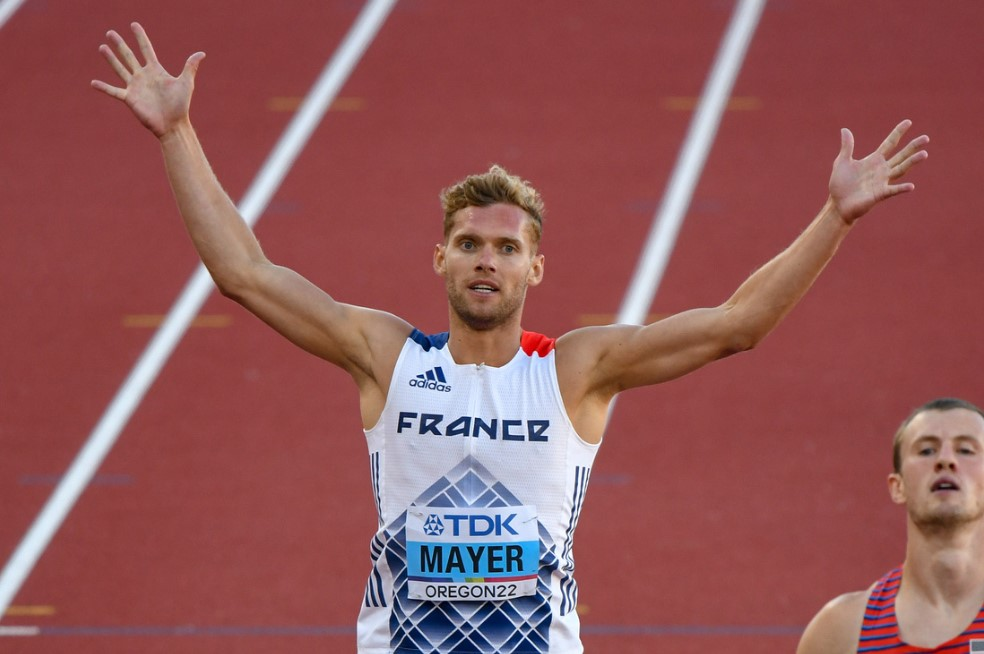
Kevin Mayer, champion du monde du décathlon en 2022 à Eugene.

| Épreuve           | Athlète                                                                            | Résultat                                    |
| ----------------- | ---------------------------------------------------------------------------------- | ------------------------------------------- |
| 200 m             | Mouhamadou Fall                                                                    | 5e en série en 20 s 83                      |
| 800 m             | Benjamin Robert                                                                    | 4e de sa demi-finale en 1 min 45 s 67       |
| 800 m             | Gabriel Tual                                                                       | 6e en 1 min 45 s 49                         |
| 10 000 m          | Jimmy Gressier                                                                     | 11e de la finale en 27 min 44 s 55          |
| Marathon          | Hassan Chahdi                                                                      | 17e en 2 h 9 min 20 s                       |
| 110 m haies       | Just Kwaou-Mathey                                                                  | 5e de sa demi-finale en 13 s 25             |
| 110 m haies       | Pascal Martinot-Lagarde                                                            | 4e de sa demi-finale en 13 s 40             |
| 110 m haies       | Sasha Zhoya                                                                        | 5e de sa demi-finale en 13 s 47             |
| 400 m haies       | Wilfried Happio                                                                    | 4e en 47 s 41                               |
| 3 000 m steeple   | Mehdi Belhadj                                                                      | 11e en 8 min 34 s 49                        |
| 35 km marche      | Aurélien Quinion                                                                   | 14e en 2 h 28 min 46 s                      |
| Saut à la perche  | Thibaut Collet                                                                     | éliminé en qualifications (5,65 m)          |
| Saut à la perche  | Renaud Lavillenie                                                                  | 5e avec 5,87 m                              |
| Saut à la perche  | Valentin Lavillenie                                                                | éliminé en qualifications (NM)              |
| Triple saut       | Enzo Hodebar                                                                       | éliminé en qualifications (16,64 m)         |
| Triple saut       | Jean-Marc Pontvianne                                                               | 8e avec 16,86 m (16,95 m en qualifications) |
| Triple saut       | Benjamin Compaoré                                                                  | éliminé en qualifications (16,03 m)         |
| Lancer du marteau | Quentin Bigot                                                                      | 4e avec 80,24 m                             |
| Lancer du marteau | Yann Chaussinand                                                                   | éliminé en qualifications (73,95 m)         |
| Décathlon         | Kevin Mayer                                                                        | 1er avec 8 816 pts                          |
| Relais 4 × 100 m  | Mouhamadou Fall Pablo Matéo Aymeric Priam Jimmy Vicaut Méba-Mickaël Zézé Ryan Zézé | Disqualifiés en finale                      |
| Relais 4 × 400 m  | Téo Andant Simon Boypa Thomas Jordier Ludovic Ouceni Loïc Prévot Fabrisio Saïdy    | 7e en 3 min 1 s 35                          |

| Épreuve          | Athlète                                                                                      | Résultat                              |
| ---------------- | -------------------------------------------------------------------------------------------- | ------------------------------------- |
| 800 m            | Rénelle Lamote                                                                               | 6e de sa demi-finale en 2 min 0 s 86  |
| 100 m haies      | Cyréna Samba-Mayela                                                                          | 4e de sa série en 13 s 15             |
| 100 m haies      | Laëticia Bapté                                                                               | 6e de sa demi-finale en 12 s 93       |
| 3 000 m steeple  | Alice Finot                                                                                  | 10e en 9 min 21 s 40                  |
| Saut à la perche | Ninon Chapelle                                                                               | 11e avec 4,45 m                       |
| Saut à la perche | Margot Chevrier                                                                              | Non classée en finale (aucune marque) |
| Lancer du disque | Mélina Robert-Michon                                                                         | 10e avec 60,36 m                      |
| Relais 4 × 400 m | Amandine Brossier Shana Grebo Diana Iscaye Sokhna Lacoste Sounkamba Sylla Marjorie Veyssiere | 5e en 3 min 25 s 81                   |

### Budapest 2023

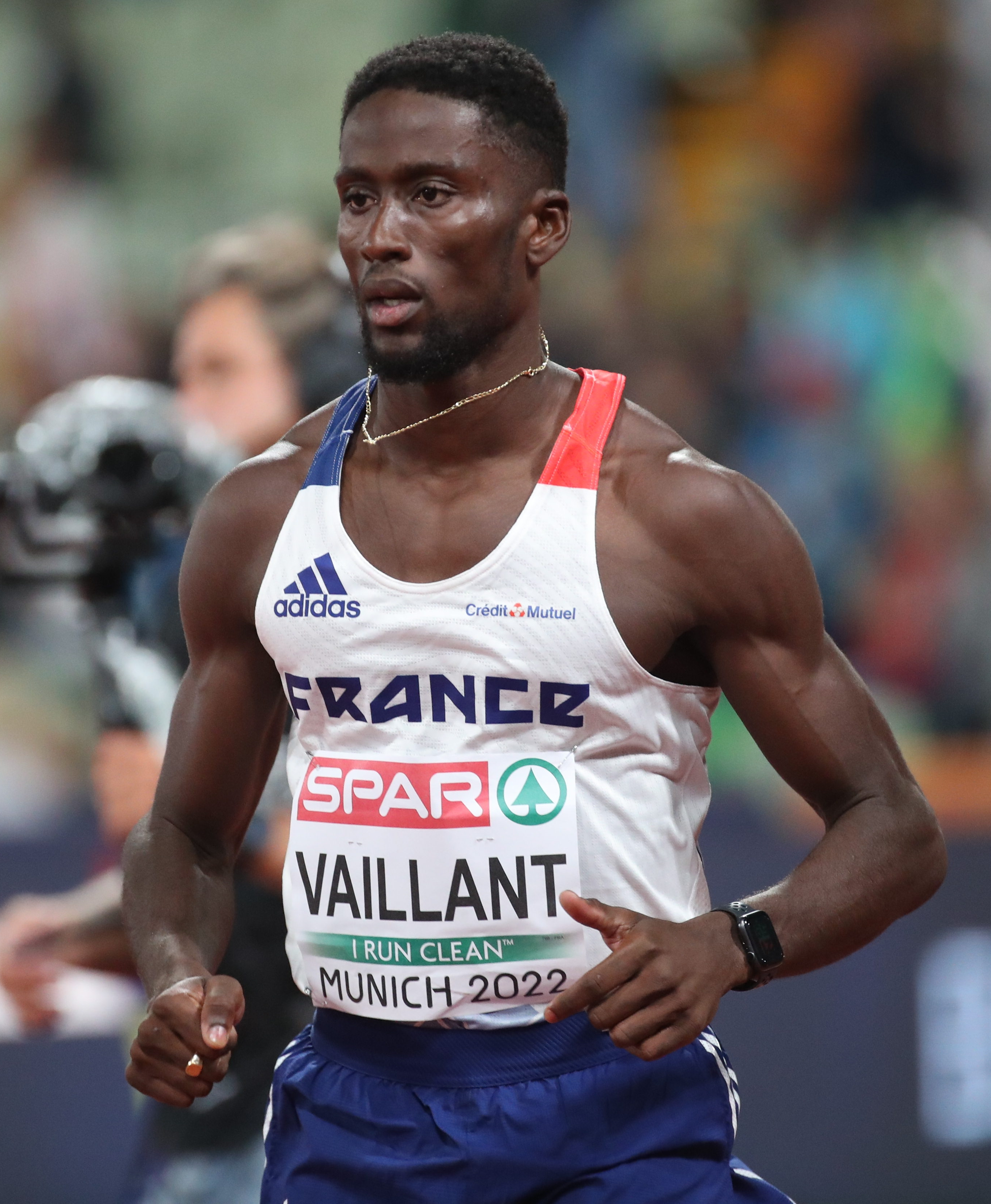
Ludvy Vaillant remporte la médaille d'argent du relais en compagnie de Gilles Biron, David Sombé et Téo Andant.

| Épreuve           | Athlète                                                                                   | Résultat                           |
| ----------------- | ----------------------------------------------------------------------------------------- | ---------------------------------- |
| 100 m             | Mouhamadou Fall                                                                           | 5e en série en 10s 04              |
| 200 m             | Ryan Zézé                                                                                 | Disqualifié en série               |
| 800 m             | Benjamin Robert                                                                           | 6e en demi-finale en 1 min 44 s 38 |
| 800 m             | Gabriel Tual                                                                              | 5e en demi-finale en 1 min 44 s 83 |
| 800 m             | Yanis Meziane                                                                             | 4e en demi-finale en 1 min 44 s 30 |
| 1 500 m           | Azeddine Habz                                                                             | 11e en 3 min 33 s 14               |
| 1 500 m           | Julian Ranc                                                                               | 14e en série en 3 min 48s 63       |
| 5 000 m           | Jimmy Gressier                                                                            | 9e en 13 min 17 s 20               |
| 5 000 m           | Hugo Hay                                                                                  | 14e en série en 13 min 39s 76      |
| 10 000 m          | Yann Schrub                                                                               | 9e en 28 min 7 s 42                |
| Marathon          | Morhad Amdouni                                                                            | Abandon                            |
| Marathon          | Hassan Chahdi                                                                             | 7e en 2 h 10 min 45 s              |
| Marathon          | Mehdi Frère                                                                               | 18e en 2 h 11 min 59 s             |
| 110 m haies       | Just Kwaou-Mathey                                                                         | 3e en demi-finale en 13 s 31       |
| 110 m haies       | Wilhem Belocian                                                                           | 8e en 13 s 32                      |
| 110 m haies       | Sasha Zhoya                                                                               | 6e en 13 s 26                      |
| 400 m haies       | Wilfried Happio                                                                           | 7e en demi-finale en 48 s 83       |
| 400 m haies       | Ludvy Vaillant                                                                            | 3e en demi-finale en 48 s 48       |
| 3 000 m steeple   | Djilali Bedrani                                                                           | 7e en série en 8 min 20 s 69       |
| 20 km marche      | Gabriel Bordier                                                                           | 10e en 1 h 18 min 59 s             |
| 35 km marche      | Kévin Campion                                                                             | 14e en 2 h 30 min 18 s             |
| 35 km marche      | Aurélien Quinion                                                                          | Disqualifié                        |
| Saut à la perche  | Thibaut Collet                                                                            | 5e avec 5,90 m                     |
| Saut à la perche  | Ethan Cormont                                                                             | 20e avec 5,55 m                    |
| Saut à la perche  | Baptiste Thiery                                                                           | 19e avec 5,70 m                    |
| Saut en longueur  | Jules Pommery                                                                             | 37e avec 7,23 m                    |
| Triple saut       | Enzo Hodebar                                                                              | 25e avec 16,17 m                   |
| Triple saut       | Jean-Marc Pontvianne                                                                      | 14e avec 16,64 m                   |
| Lancer du poids   | Fred Moudani-Likibi                                                                       | 32e avec 18,88 m                   |
| Lancer du marteau | Yann Chaussinand                                                                          | 23e avec 72,17 m                   |
| Lancer du javelot | Felise Vaha'i Sosaia                                                                      | 28e avec 74,80 m                   |
| Décathlon         | Kevin Mayer                                                                               | DNF                                |
| Relais 4 × 100 m  | Jeff Erius Mouhamadou Fall Pablo Matéo Aymeric Priam Méba-Mickaël Zézé Ryan Zézé          | 6e en 38 s 06                      |
| Relais 4 × 400 m  | Téo Andant Gilles Biron Simon Boypa Thomas Jordier Loïc Prévot David Sombé Ludvy Vaillant | 2e en 2 min 58 s 45                |

| Épreuve           | Athlète                                                                                      | Résultat                          |
| ----------------- | -------------------------------------------------------------------------------------------- | --------------------------------- |
| 400 m             | Amandine Brossier                                                                            | 5e en série en 51 s 98            |
| 800 m             | Rénelle Lamote                                                                               | 6e en demi-finale en 2 min 1 s 25 |
| 800 m             | Léna Kandissounon                                                                            | 5e en série en 2 min 0 s 81       |
| 800 m             | Agnès Raharolahy                                                                             | 8e en série en 2 min 1 s 93       |
| 1 500 m           | Agathe Guillemot                                                                             | 8e en série en 4 min 6 s 18       |
| 100 m haies       | Cyréna Samba-Mayela                                                                          | 5e en demi-finale en 12 s 95      |
| 100 m haies       | Laëticia Bapté                                                                               | 5e en série en 12 s 93            |
| 3 000 m steeple   | Alice Finot                                                                                  | 5e en 9 min 6 s 15                |
| 3 000 m steeple   | Flavie Renouard                                                                              | 9e en série en 9 min 39 s 91      |
| 20 km marche      | Clémence Beretta                                                                             | 16e en 1 h 30 min 43 s            |
| 20 km marche      | Camille Moutard                                                                              | 21e en 1 h 32 min 18 s            |
| 20 km marche      | Pauline Stey                                                                                 | 18e en 1 h 31 min 20 s            |
| Saut en hauteur   | Solène Gicquel                                                                               | 15e de la finale avec 1,85 m      |
| Saut en hauteur   | Nawal Meniker                                                                                | 12e de la finale avec 1,90 m      |
| Saut à la perche  | Marie-Julie Bonnin                                                                           | 29e avec 4,35 m                   |
| Saut à la perche  | Margot Chevrier                                                                              | 21e avec 4,50 m                   |
| Saut à la perche  | Ninon Chapelle                                                                               | 14e avec 4,60 m                   |
| Saut en longueur  | Hilary Kpatcha                                                                               | éliminée en qualifications (NM)   |
| Lancer du disque  | Mélina Robert-Michon                                                                         | 9e avec 63,46 m                   |
| Lancer du marteau | Alexandra Tavernier                                                                          | 19e avec 70,19 m                  |
| Lancer du marteau | Rose Loga                                                                                    | 24e avec 67,95 m                  |
| Heptathlon        | Léonie Cambours                                                                              | 15e avec 5939 points              |
| Heptathlon        | Esther Condé-Turpin                                                                          | 18e avec 5256 points              |
| Heptathlon        | Auriana Lazraq-Khlass                                                                        | 12e avec 6179 points              |
| Relais 4 × 100 m  | Gémima Joseph Mallory Leconte Cynthia Leduc Hélène Parisot Marie-Ange Rimlinger Carolle Zahi | 7e de sa demi-finale en 43 s 12   |
| Relais 4 × 400 m  | Diana Iscaye Louise Maraval Estelle Raffai Camille Séri Sounkamba Sylla Marjorie Veyssiere   | 9e de la finale en 3 min 28 s 35  |

| Épreuve                | Athlète                                                                              | Résultat            |
| ---------------------- | ------------------------------------------------------------------------------------ | ------------------- |
| Relais 4 × 400 m mixte | Amandine Brossier Louise Maraval Camille Séri Téo Andant Gilles Biron Thomas Jordier | 4e en 3 min 12 s 99 |